# L'Alt de Benimaquia

Plano de las fases orientalizante e ibérico antiguo de l'Alt de Benimaquia.

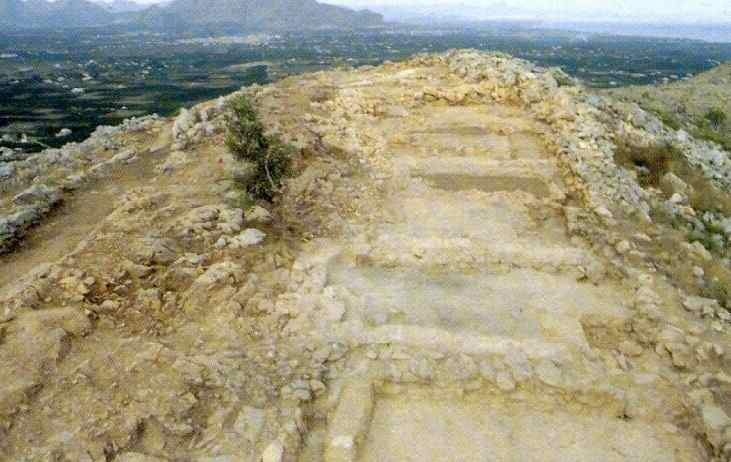
L'Alt de Benimaquia: departamentos adosados al recinto N.

L'Alt de Benimaquia es un yacimiento arqueológico  en el término municipal de Denia (Provincia de Alicante, España), en el extremo noroeste del Montgó. Es un hábitat fortificado de los períodos orientalizante e ibérico antiguo, (siglos VI a. C.).
L'Alt de Benimaquia fue objeto de una primera fase de excavaciones en los años 1960, de la mano de Hermanfrid Schubart del Instituto Alemán de Madrid y Domingo Fletcher del Servicio de Investigaciones Prehistóricas de Valencia, quienes realizaron un sondeo destinado a fechar la ocupación. Posteriormente, de 1989 a 1992, Carlos Gómez Bellard y Pierre Guérin codirigieron un plan de excavaciones sistemáticas que reveló la mayoría de los datos que actualmente se conocen sobre estos restos.
La excavación de l'Alt de Benimaquia aporta varias grandes novedades a la arqueología ibérica:
- La excavación en extensión contribuye al conocimiento del urbanismo del período orientalizante en su transición con el período ibérico antiguo, justamente en el momento de constitución de la Cultura Ibérica.
- La colección de materiales constituye un referente único del horizonte Orientalizante ibérico en su transición hacia la cultura ibérica.
- Los testimonios de viticultura permiten elevar la cronología de la producción del vino por parte de los indígenas, a la época de los orígenes y no del final de la cultura ibérica.
- La muralla inusualmente guarnecida y la incipiente producción de vino ilustran en el momento de formación de la Cultura ibérica una ideología del poder basada en el control de los bienes de prestigio.

## El recinto

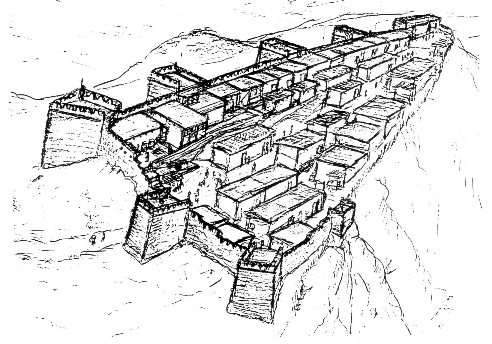
Representación ideal de l'Alt de Benimaquia. Croquis de E. Díes

De acuerdo con los planos publicados, recordemos que la muralla conservada mide unos 147 m de largo y delimita una ladera abancalada de unos 4500 m²; consta de dos tramos dispuestos en ángulo recto al N. y al O.; hacia el S. el poblado cuenta con la defensa natural de una pendiente rocosa y abrupta. En el plano de H.Schubart, seis torres o bastiones crangulares repartidos a espacios bastante regulares refuerzan la muralla, pero el recorrido del lienzo septentrional se pierde en la ladera oriental del cerro.  
Sin embargo, las fotografías aéreas recientes evidencian la continuidad de dicho muro más abajo en el escarpe, así como un ángulo reforzado por lo que podría ser una séptima torre; desde allí, un tercer tramo de recinto, paralelo al primero alcanza el acantilado cerrando eficazmente el acceso en todo el perímetro del asentamiento. La anchura de la muralla es variable (entre 1,25 m. y 2 m.) y sus paramentos externo e interno tienen aparejos diferentes.   
Dado que la ocupación se efectuó sobre un espolón rocoso, la muralla, como si delimitara una terraza, salva el desnivel entre la cresta caliza y la suave pendiente septentrional del cerro, de forma que sin sobrepasar una altura conservada de 1 m hacia el interior, alcanza 3 e incluso 4 m en su paramento externo. Mientras el paramento interno, de mampostería más "doméstica" muestra una cara perfectamente vertical, el otro tiene un perfil ligeramente ataludado, sin duda destinado a garantizar su estabilidad. Las torres se edificaron todas según una planta crangular, pero sin seguir ningún patrón geométrico ni de tamaño. En algunos casos la base de sus paredes aparece calzada o revestida con paramentos adicionales de refuerzo de la obra original.  
La inusual y llamativa sofisticación de este sistema defensivo en un período tan remoto, motivó el plan de excavaciones en extensión. Desde las primeras visitas los materiales de superficie –que incluían ánfora fenicia y restos de alfarería modelada a mano– permitían barajar para el monumento la cronología posteriormente confirmada por las excavaciones, de finales del siglo VII o inicios del VI antes de Cristo.
Las cualidades poliorcéticas de la muralla quedan poco claras puesto que a pesar de su altura, no constituye más que un muro ataludado sin amplitud, y las torres están demasiado próximas unas de otras para defender eficazmente las cortinas. Más que un elemento propiamente defensivo, este recinto debería interpretarse como un exponente de la arquitectura de prestigio, impulsado por un jerarca local a imitación de los modelos existentes en el mediterráneo central u oriental. En este sentido, el recinto, cuyo modelo rompe definitivamente con la tradición local del Bronce Final parece determinar durante el período orientalizante, la emergencia de una ideología del poder que utiliza, entre otras cosas, la arquitectura monumental, como símbolo de autoafirmación.

## El diseño urbanístico

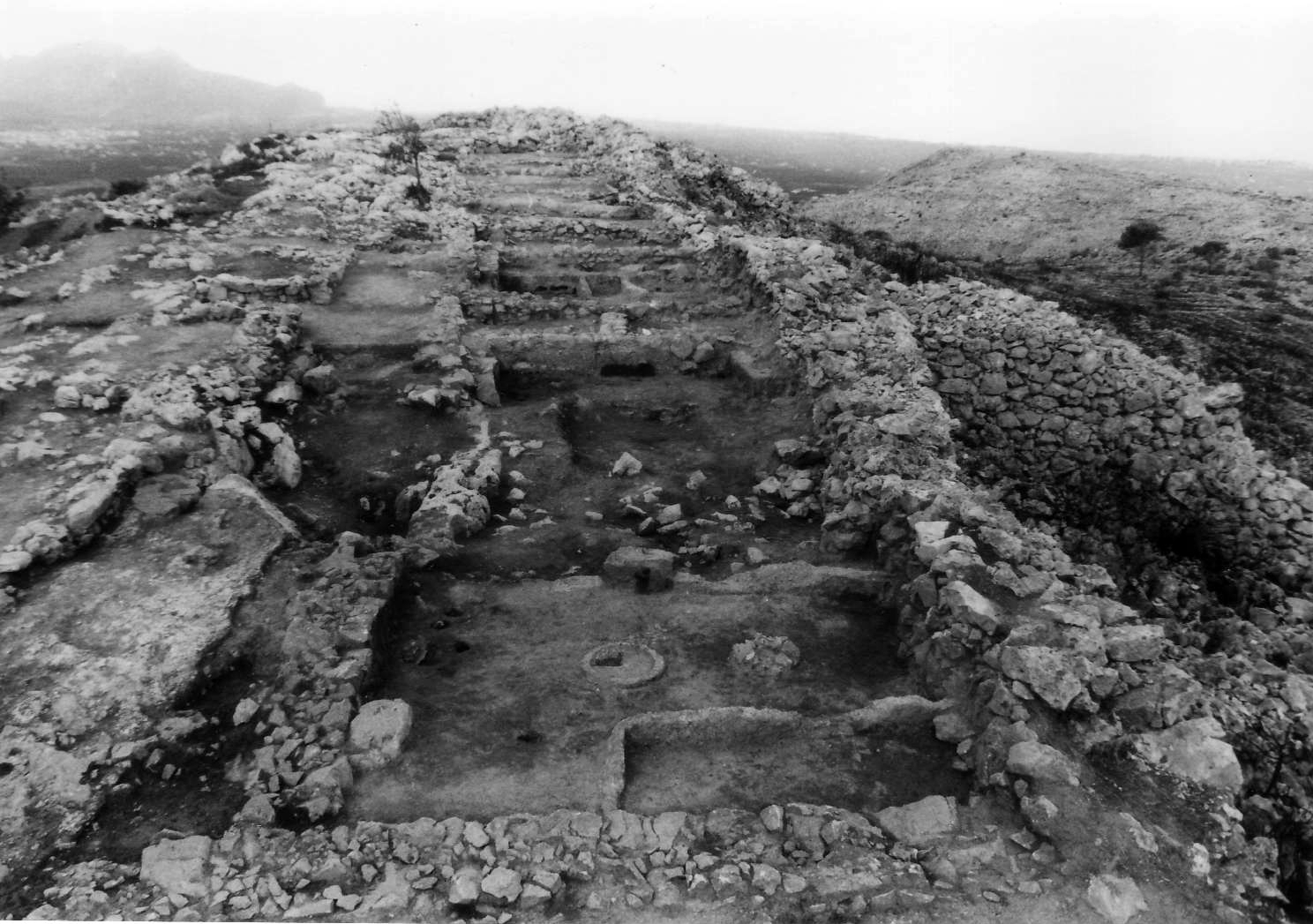
Alt de Benimaquia: el urbanismo. Vista de los departamentos adosados a la muralla a la altura del departamento 14.

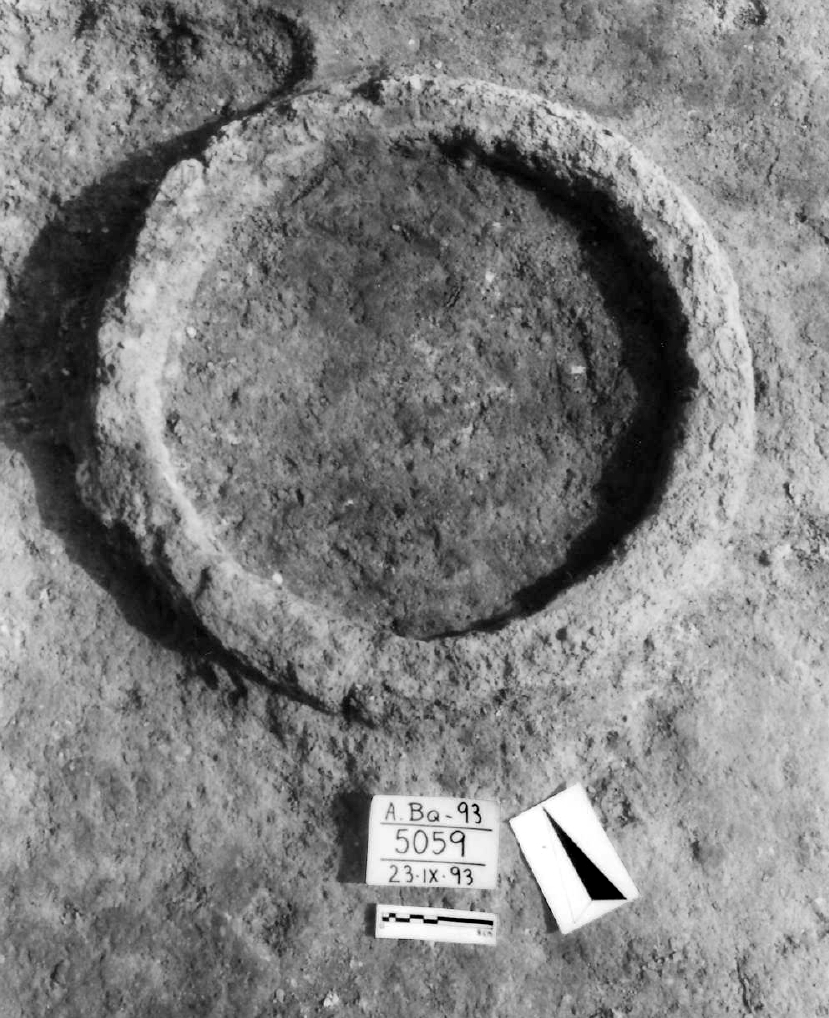
Alt de Benimaquia, departamento 14: hogar central

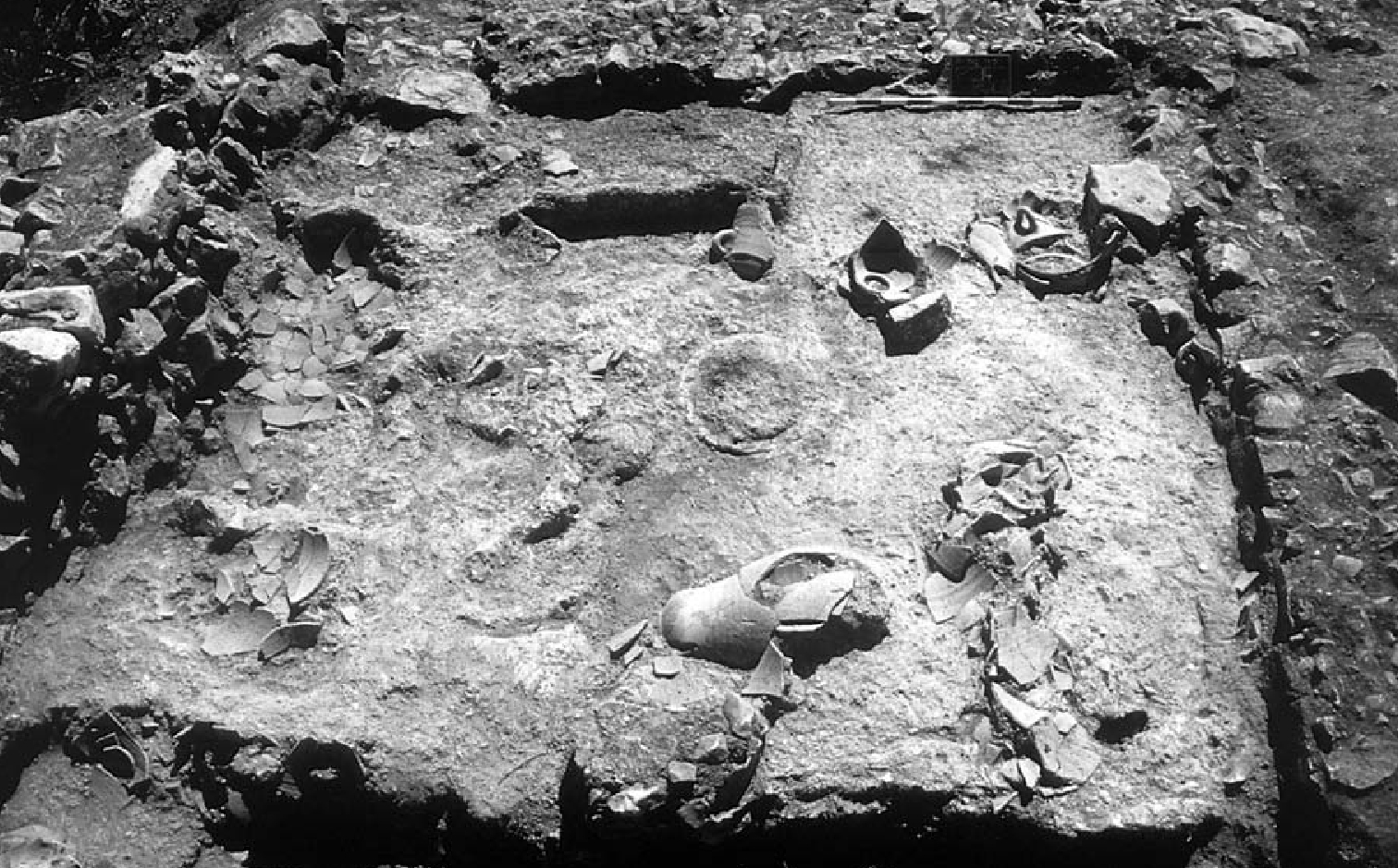
Departamento 14: espacio doméstico con hogar central. Se aprecian restos de ánforas fenicias y sus imitaciones ibéricas

Vista en su conjunto, el área excavada se configura como una doble hilera de departamentos vertebrada por un pasillo central, excepto en la esquina del recinto donde la reducción del espacio en la terraza rocosa que sustenta todo el urbanismo visible, se ha resuelto prescindiendo del pasillo y de la segunda hilera de casas. Ello refuerza la entidad de los dos primeros departamentos (1 y 2), puesto que estos rompen la estructura de calle axial al ocupar toda la anchura de la terraza superior. Más allá de las zonas próximas a la muralla, la erosión y el aterrazamiento del recinto con fines agrícolas parecen haber arrasado todo testimonio de ocupación antigua. Sin embargo las estructuras subsistentes a lo largo del recinto son suficientes para poder extrapolar en el resto del poblado una trama urbanística diseñada como una alternancia de hileras de departamentos adosados, separadas por calles paralelas.
A pesar del severo arrasamiento de las estructuras, la investigación ha permitido distinguir elementos de funcionalidad en gran parte de los espacios excavados. 
Se distinguen en primer lugar los recintos cuyo espacio ha sido ocupado en su totalidad o en gran parte por estructuras que determinan funcionalidades específicas y exclusivas. Los departamentos ocupados por balsas y plataformas conforman este grupo.
Vienen a continuación espacios donde la presencia de un hogar delata una funcionalidad doméstica. Constituyen las sedes de una vida cotidiana rodeada de enseres y utensilios entre los que dominan las cerámicas.
Estas dos categorías se combinan y ordenan en el espacio de forma que resulta posible determinar en la trama urbanística de l'Alt de Benimaquia un sector "industrial" ocupado por balsas y pilas en la mitad Occidental del recinto y un sector doméstico con mayores testimonios de vida cotidiana en la mitad oriental.

## La secuencia estratigráfica

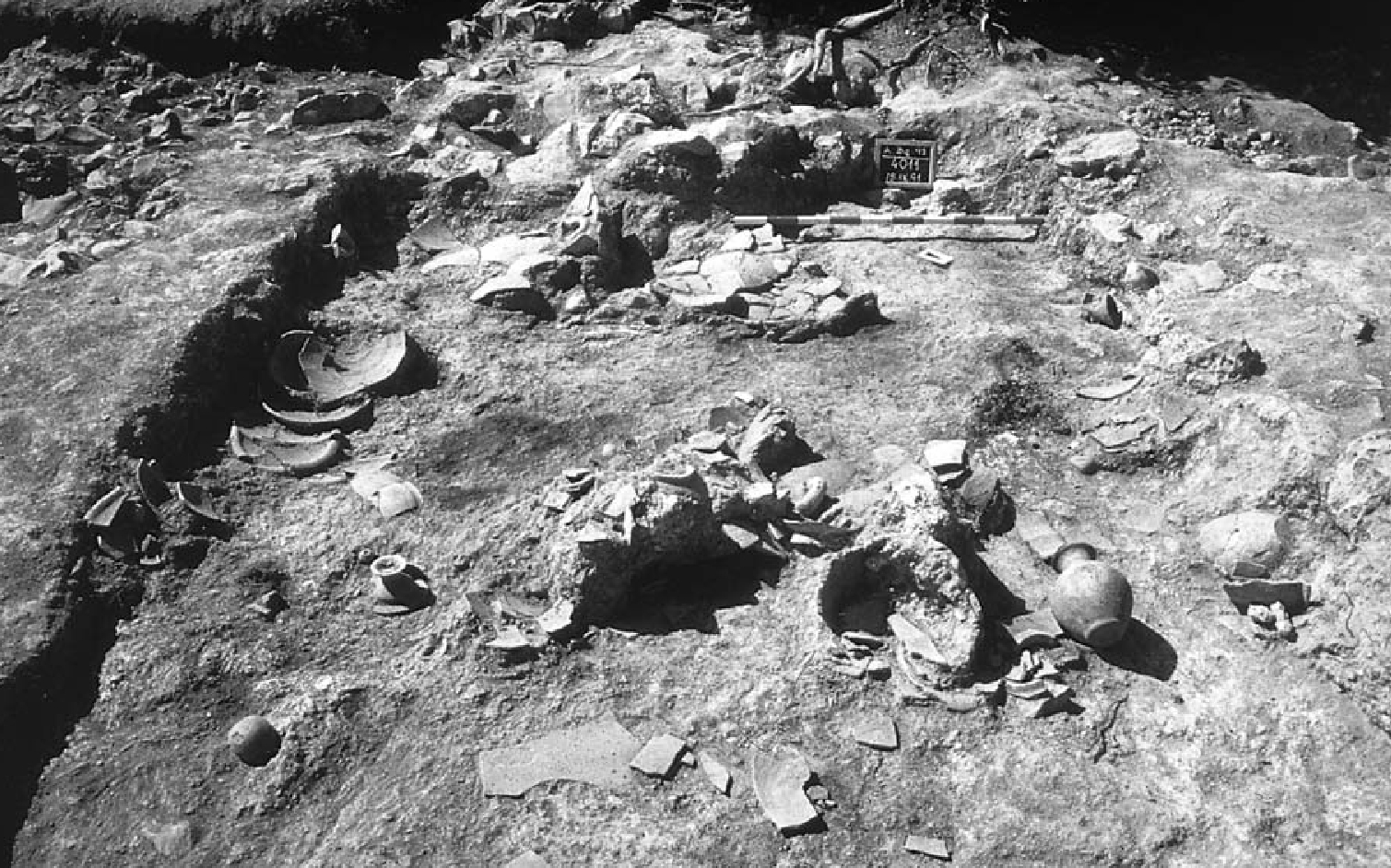
Departamento 6: materiales abandonados en el nivel de destrucción

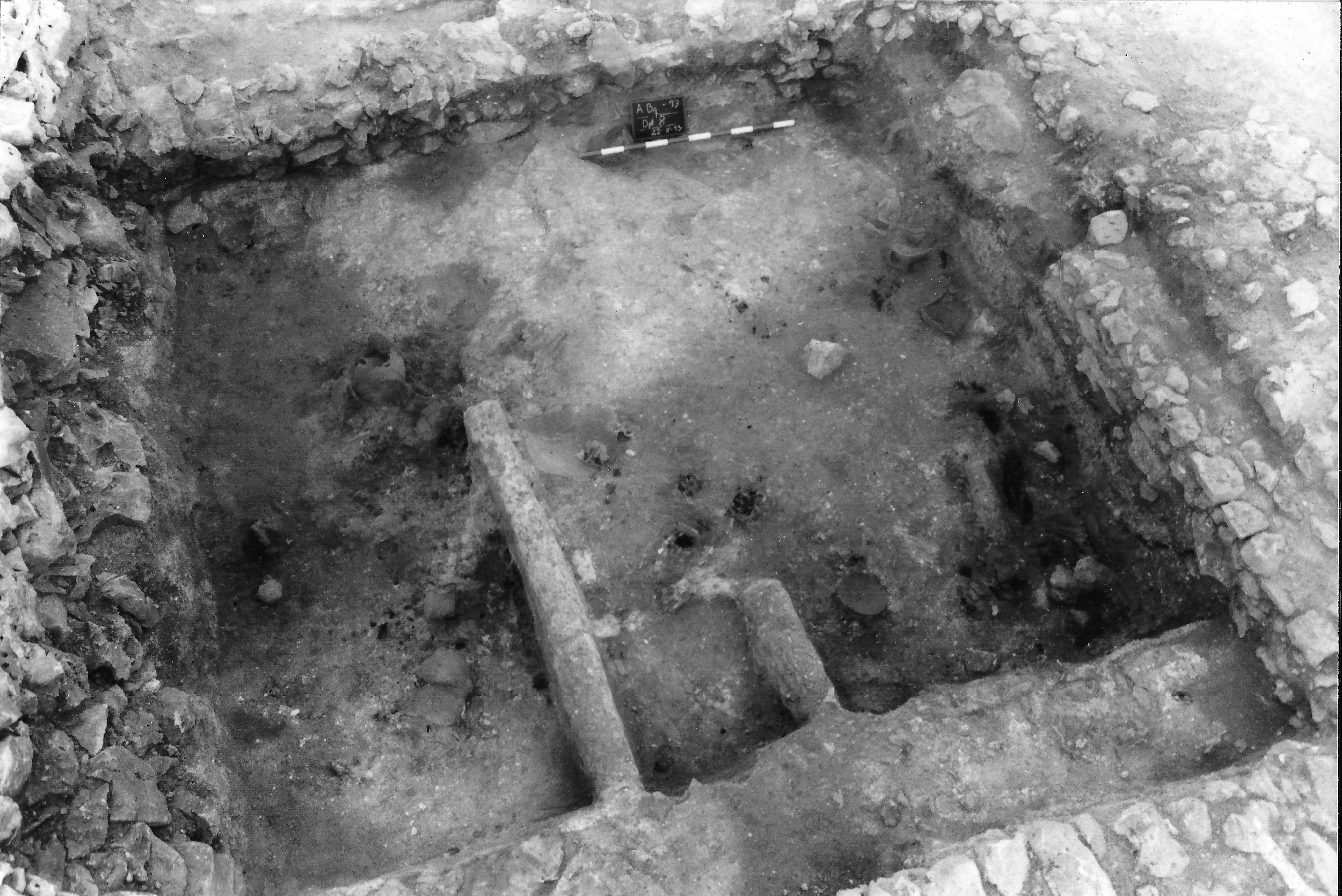
Departamento 8: Superposición de ocupaciones en el departamento 8. En el nivel inferior un tabique delimita la zona de almacenaje con orzas a mano.

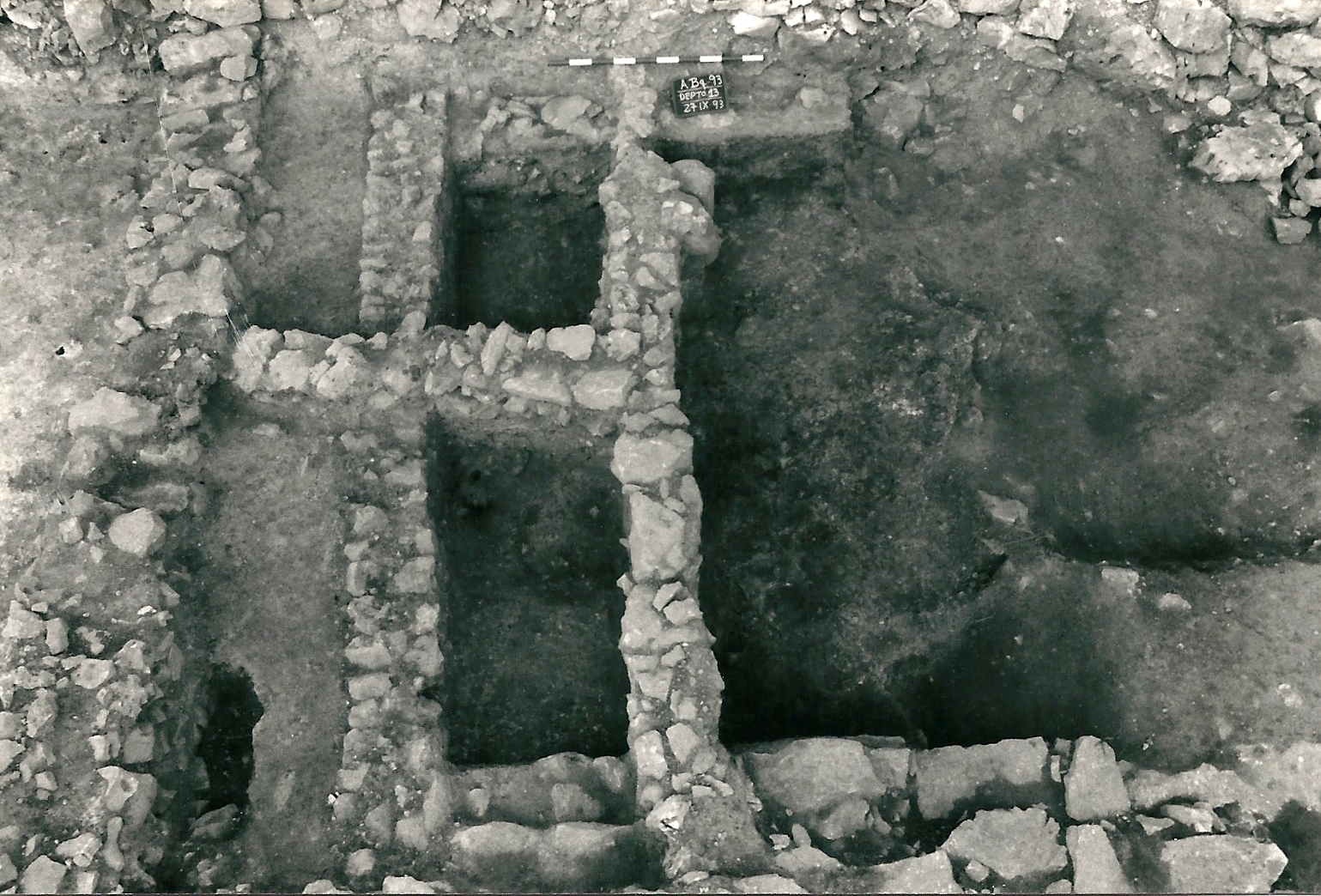
Alt Benimaquia-superposicion de fases: Los departamentos 12 y 13 se descubren debajo del departamento 8.

La erosión natural y la puesta en valor agrícola han arrasado en su casi totalidad la fase más superficial de la ocupación del recinto, de la cual solamente han permanecido un par de departamentos crangulares adosados al recinto Norte en el área central (departamento 8), que el escaso material hallado no permite fechar con precisión dentro del período ibérico antiguo.
En el resto de la excavación, los estratos superficiales cubren directamente los vestigios de una ocupación más antigua caracterizada por un nivel de destrucción violento muy rico en materiales. La mayor parte de lo que se ve en la planimetría y las colecciones de materiales corresponden a este momento. 
En algunos espacios subsisten rellenos compactados de estructuras pertenecientes a esta fase que dejan sospechar una amortización deliberada, quizás en el momento de la fase final, pero no han proporcionado materiales suficientes como para fechar el paso de una fase a la siguiente. 
En cambio, los niveles de asentamiento de esta ocupación aparecen directamente sobre el relleno de ripio dispuesto para nivelar esta cresta rocosa y volverla transitable; son estratos de construcción establecidos sin solución de continuidad con la construcción del recinto.
La secuencia cronológica de la ocupación se resume pues como sigue:
- 600 - 560 a. C.: Construcción del recinto e inicio de la ocupación. Construcción y uso de las estructuras atribuidas a la viticultura. La fase finaliza con un incendio y una destrucción violenta. El «Termino Post Quem» de 600 a. C. de esta cronología queda establecido por un plato fenicio de barniz rojo hallado en estratos previos a las estructuras vitícolas, mientras el «Terminus Ante Quem» de 580-560 lo definen ánforas fenicias tipo Cerro del Villar halladas en los estratos de incendio que dan por finalizada esta fase.

- 550-500(¿?) a. C. - ibérico antiguo: La reocupación del poblado es inmediata ya que los rellenos constructivos que sellan y nivelan definitivamente la primera ocupación incluyen las mismas ánforas fenicas documentadas en el incendio de la fase anterior. En cambio la fecha final de la ocupación resulta más imprecisa. Solamente el departamento 12 conserva estratos in situ de dicho momento, cuyos escasos materiales reflejan un ibérico antiguo para al que no se puede atribuir una fecha precisa (cerámica ibérica pintada con borde subtriangular y asa acintada horizontal de fines del siglo VI o inicios delsiglo V a. C.).

## Los materiales

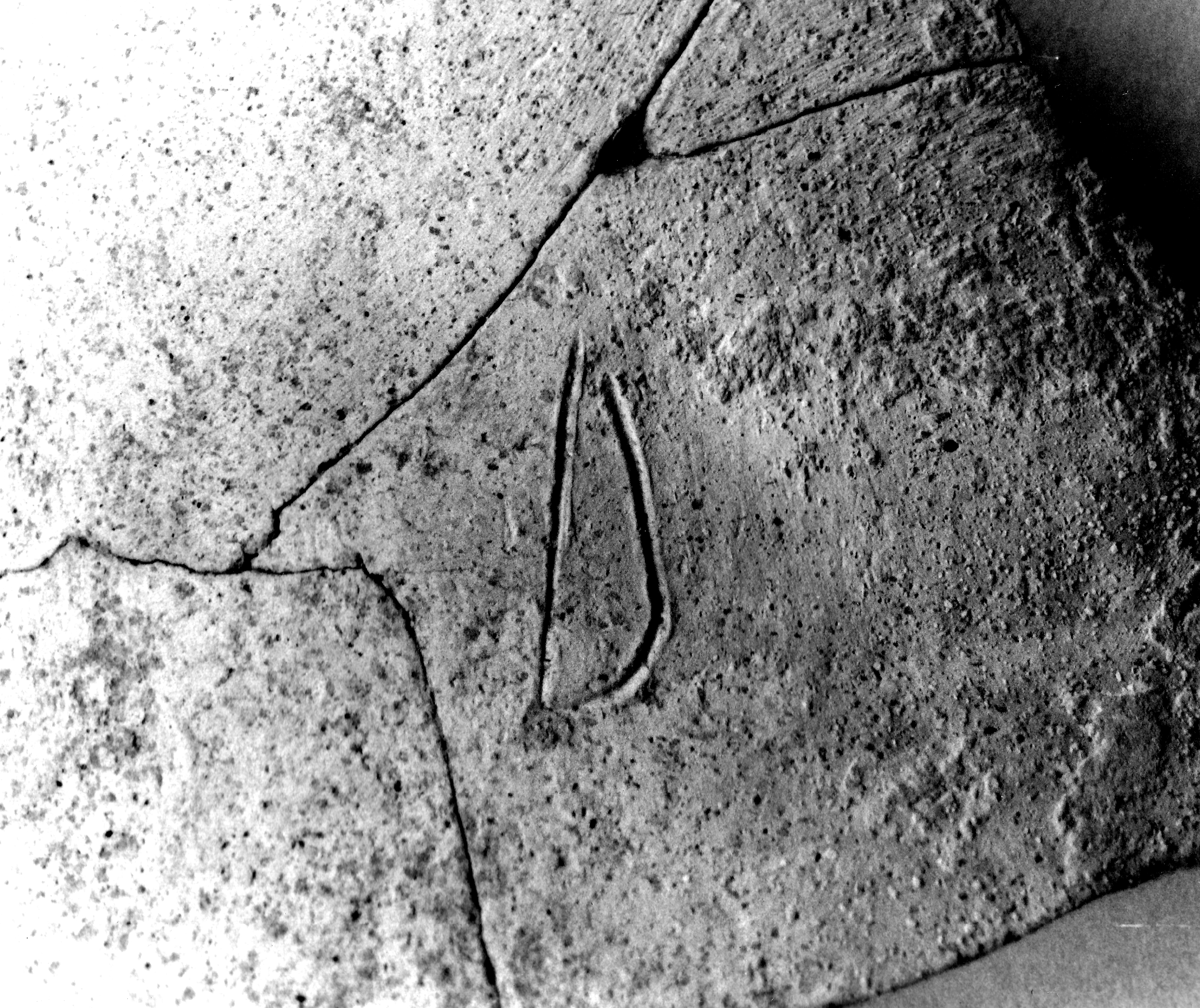
Marca (pre-cocción) en el galbo de un ánfora fenicia de l'Alt de Benimaquia.

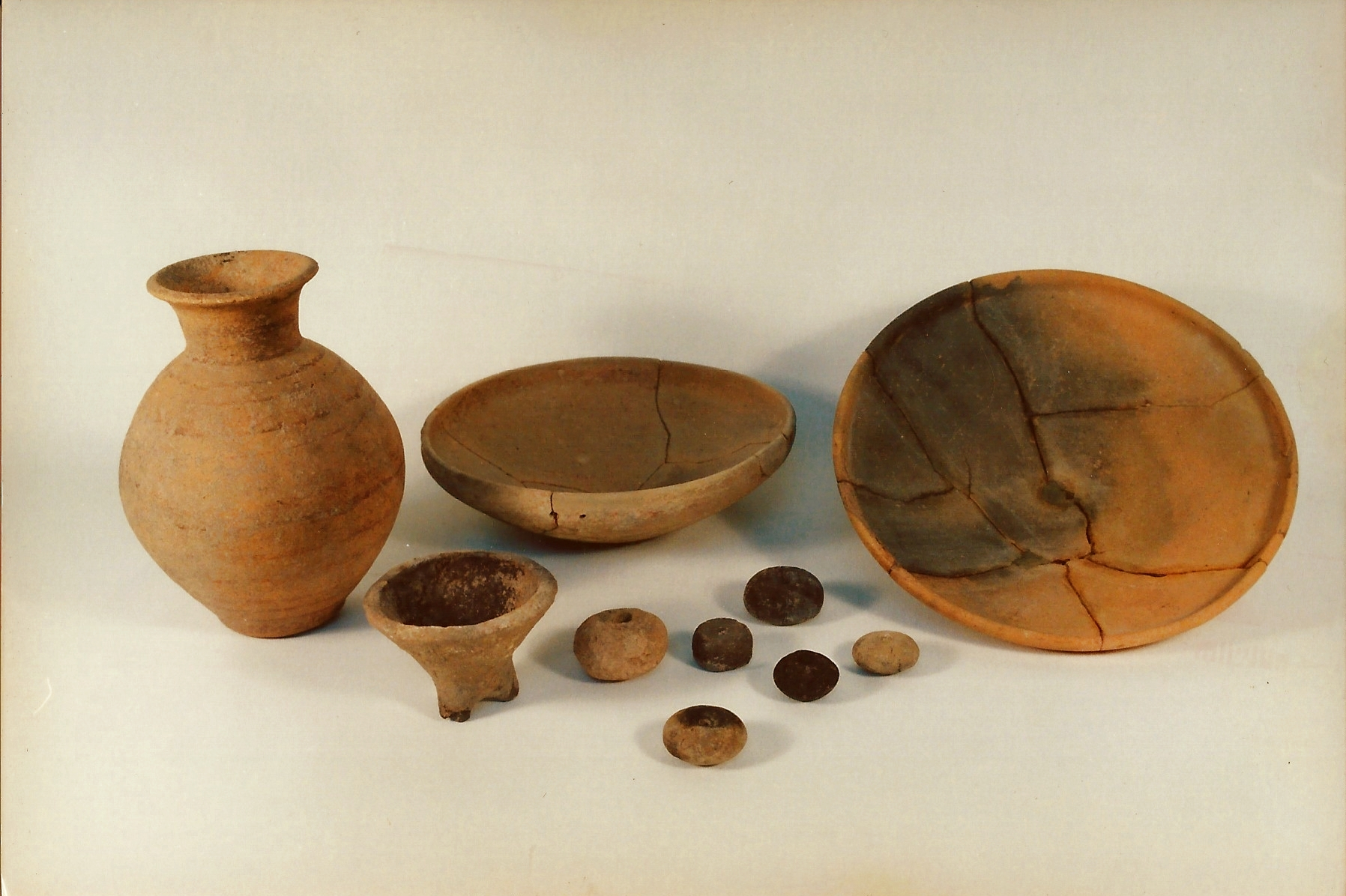
Materiales de l'Alt de Benimaquia hallados en el departamento 6.

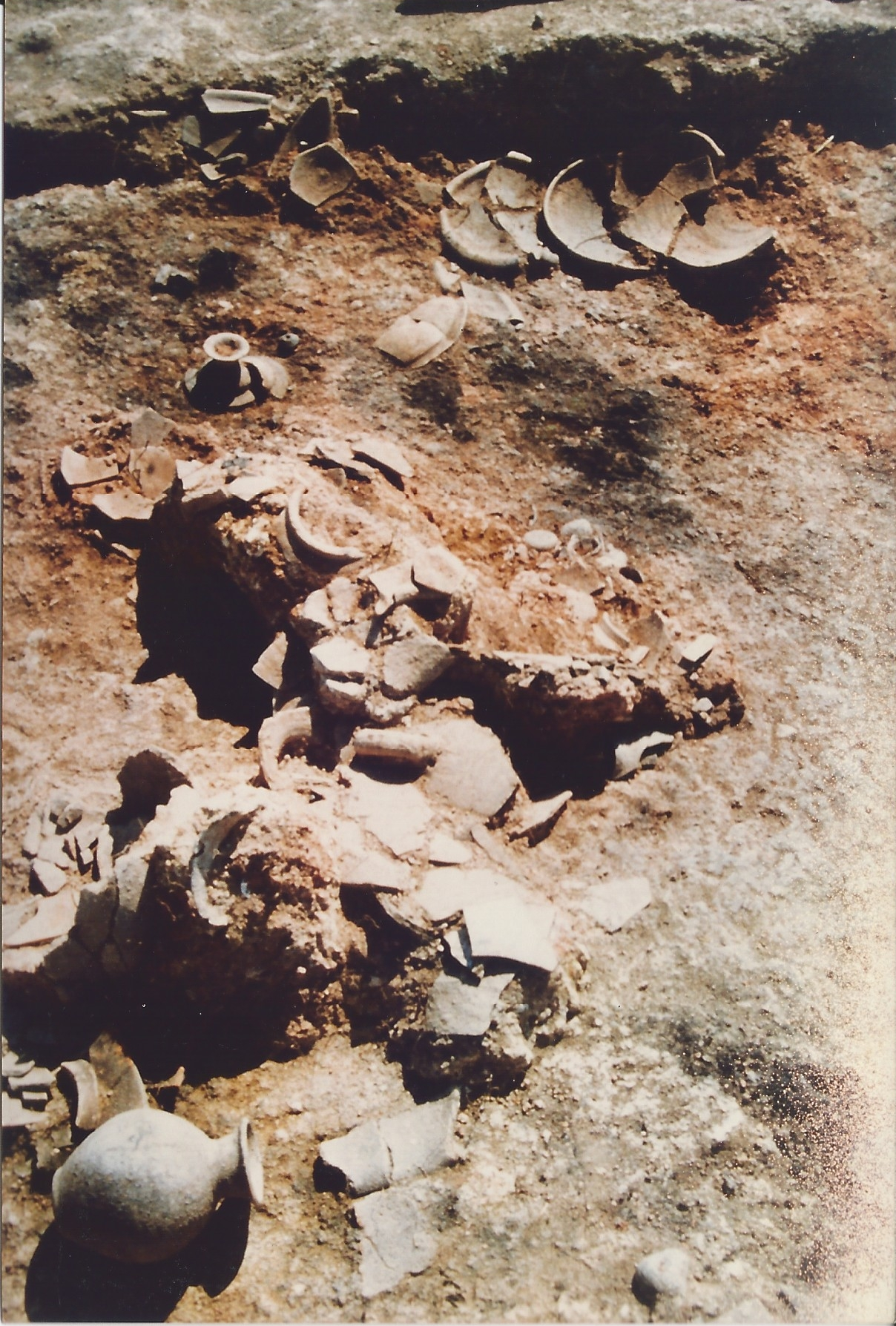
Departamento 6: materiales abandonados en el nivel de destrucción

La colección de cerámicas halladas en l'Alt de Benimaquia procede en su mayoría del nivel de destrucción que puso fin a la fase inicial de la ocupación, y que podemos fechar en 600-560 a. C. Permite ilustrar en la primera mitad del siglo VI a. C., en la fase final del Hierro Antiguo, la existencia de un horizonte Orientalizante ibérico propio del Levante peninsular y previo al período Ibérico Antiguo. Es un momento en que los indígenas han adquirido nuevas tecnologías y nuevos hábitos que modifican la expresión cultural del período anterior del bronce final. 
Desde el punto de vista tecnológico las cerámicas a torno ya poseen gran parte de las características del material ibérico: arcilla muy depurada sin apenas inclusiones, cocción a alta temperatura en horno de cámara, gama de colores anaranjados, pintura de color rojo vinoso. Sin embargo, el ambiente cultural todavía no se puede considerar Ibérico Antiguo.
- Las cerámicas a torno lisas o decoradas de bandas y cocidas en hornos de cámara, como ánforas, botellas, cuencos y platos, se combinan con el repertorio tradicional de ollas modeladas de perfil en S y base plana. 
Los platos de ala y las ánforas son los únicos prototipos de este conjunto que sobrevivirán al siglo VI a. C. y que seguimos hallando en las colecciones posteriores junto con tinajas, urnas de orejetas, vasos caliciformes etc.
En cuanto a la cerámica modelada a mano, todavía ocupa en exclusividad las funcionalidades de almacenaje y culinaria; todavía no existen ni las tinajas ni las ollas culinarias a torno de las tipoligías posteriores.

### Las ánforas
Desde el punto de vista tecnológico y tipológico se distinguen 3 conjuntos de materiales anfóricos. El más numeroso corresponde a ánforas R.1 procedentes de las factorías fenicias de Andalucía (Galería: 2), de las cuales destaca un grupo con características muy parecidas a los prototipos procedentes del Cerro del Villar (580-560 a. C.). Entre el material importado se documentan muy escasos ejemplares de ánforas procedentes del mediterráneo Central (Cerdeña, Sicilia o Cartago) de la forma Cintas 268, de idéntica cronología.
El otro gran conjunto anfórico corresponde a la imitación ibérica del prototipo fenicio R.1, de las cuales el único ejemplar reconstruido corresponde a un ánfora de hombro carenado, base plana y dos asas verticales (Galería: 1).

### La cerámica modelada a mano
La colección de vasos modelados a mano de l'Alt de Benimaquia se inscribe en la tradición local del Hierro Antiguo valenciano. La tipología se halla dominada por la forma de la olla de perfil en "S" y base plana de talón, generalmente provista de dos o cuatro asideros en forma de apéndices justo debajo del borde (Galería: 16-17). La arcilla está provista de abundante desgrasante que confiere propiedades refractarias a esta cerámica de cocina.
La misma forma se reproduce en toda una gama de tamaños desde unos 15 cm hasta un gran ejemplar de unos 60 cm de alto (Galería: 8) hallado en el departamento 6 con restos de cebada. La colección incluye una interesante variante de olla de perfil en "S" (Galería: 18)provista de un borde interno destinado a encajar un segundo vaso a modo de cus-cusera. Al lado de la olla de perfil en "S", la colección incluye un vaso "chardon" (Galería: 15) de borde saliente, galbo carenado bitroncocónico y base plana, sin rastros de haber permanecido en una hoguera y que debió usarse como una orza de almacenaje y un platito (Galería: 24) de factura grosera. Esta colección es bastante homogénea con la excepción de un llamativo un ejemplar de copa, hemisférica, carenada (Galería: 9), con borde saliente y base de ónfalo cuyo tratamiento bruñido confiere a la superficie negra un aspecto metálico. Sin duda se trata de una importación procedente de más al Sur.

### La cerámica a torno pintada o lisa
Las cerámicas a torno se distribuyen en una reducida gama de formas donde destaca por su mayor frecuencia el plato, de borde reentrante o de ala (Galería: 4 a 7 y 25). De los ejemplares conservados se desprende que la forma más habitual corresponde a un plato de ala con una leve carena bajo el ala y una base indicada o de solera incipiente. Este último detalle es el único que a simple vista delata el carácter arcaizante de la forma ya que en pocas generaciones la solera incipiente será substituida por una base anillada o un pie, en ambos casos se tratará de un elemento fabricado aparte y añadido al cuerpo. 
Los ejemplares de color anaranjado pueden ostentar una decoración pintada que consiste en una composición de bandas y filetes concéntricos de color rojo vinoso cubriendo ambas caras del plato, cubriendo totalmente el labio tanto por fuera como por dentro (Galería: 5). La forma del plato existe también en gris y en negro, en estos casos lisa sin pintar. En cuanto a la forma de borde recto o reentrante, constituye el precursor arcaico de la pátera, que alcanzará una extraordinaria popularidad en los repertorios de todo el período ibérico.
Las botellas y jarras (Galería: 3 y 14) constituyen otra de las forma representada por más de un ejemplar. Se trata de vasos de perfil más bien ovoide provistos de un cuello troncocónico de borde saliente. Uno de los ejemplares mejor conservados ostenta un asa vertical geminada dispuesta del labio a la base del cuello. Ostentan una decoración de bandas y filetes de color rojo vinoso que cubre completamente la superficie del vaso.
Una copa de cuerpo globular, base incipiente y labio saliente, un pebetero de pie alto cuya cazuela parece inspirada en los platos de barniz rojo fenicios (Galería: 10) y un curioso cuenco de base trípode (Galería: 11), completan esta colección de prototipos a torno.

### Las fíbulas
Las excavaciones han proporcionado una colección de fíbulas de bronce cuya tipología confirma el horizonte cronológico y cultural determinado por las cerámicas. Son cuatro fíbulas de doble resorte, de resorte bilateral y del tipo Alcores. Entre las fíbulas de doble resorte destaca un ejemplar completo, de gran tamaño, provisto de un puente de sección circular (Galería, 23). Un segundo ejemplar incompleto ostenta un puente plano (Galería, 13). La fíbula de resorte bilateral no conserva más que el puente y el remate en forma de botón cónico (Galería,12). La colección se completa con una fíbula de codo, tipo Los Alcores, de la cual no se conserva la aguja (Galería,22). Su puente ostenta una decoración de círculos impresos. Cronológicamente este conjunto encaja en la primera mitad del siglo VI a. C.

## La actividad vitícola

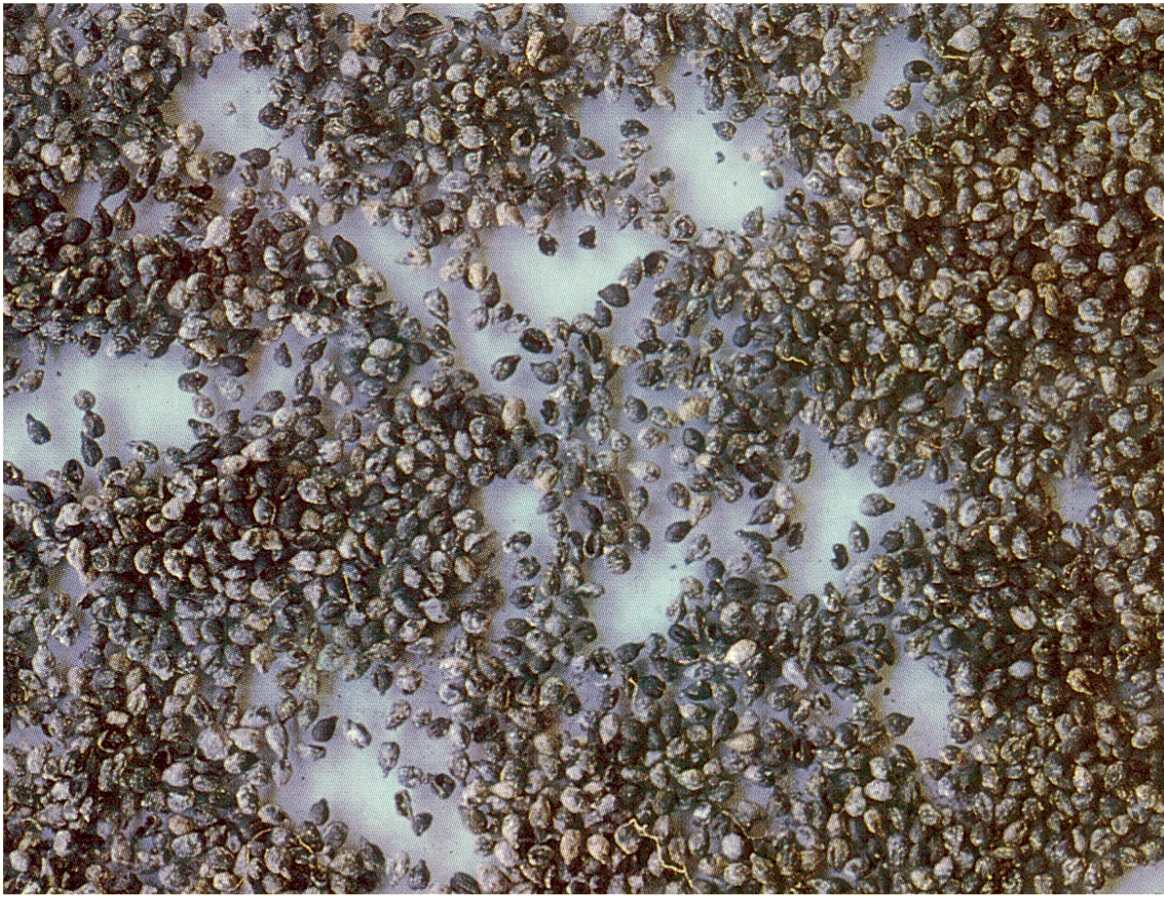
Alt de Benimaquia - Pepitas de uva (Vitis vinifera) halladas amontonadas en el suelo del departamento 2 frente a la balsa.

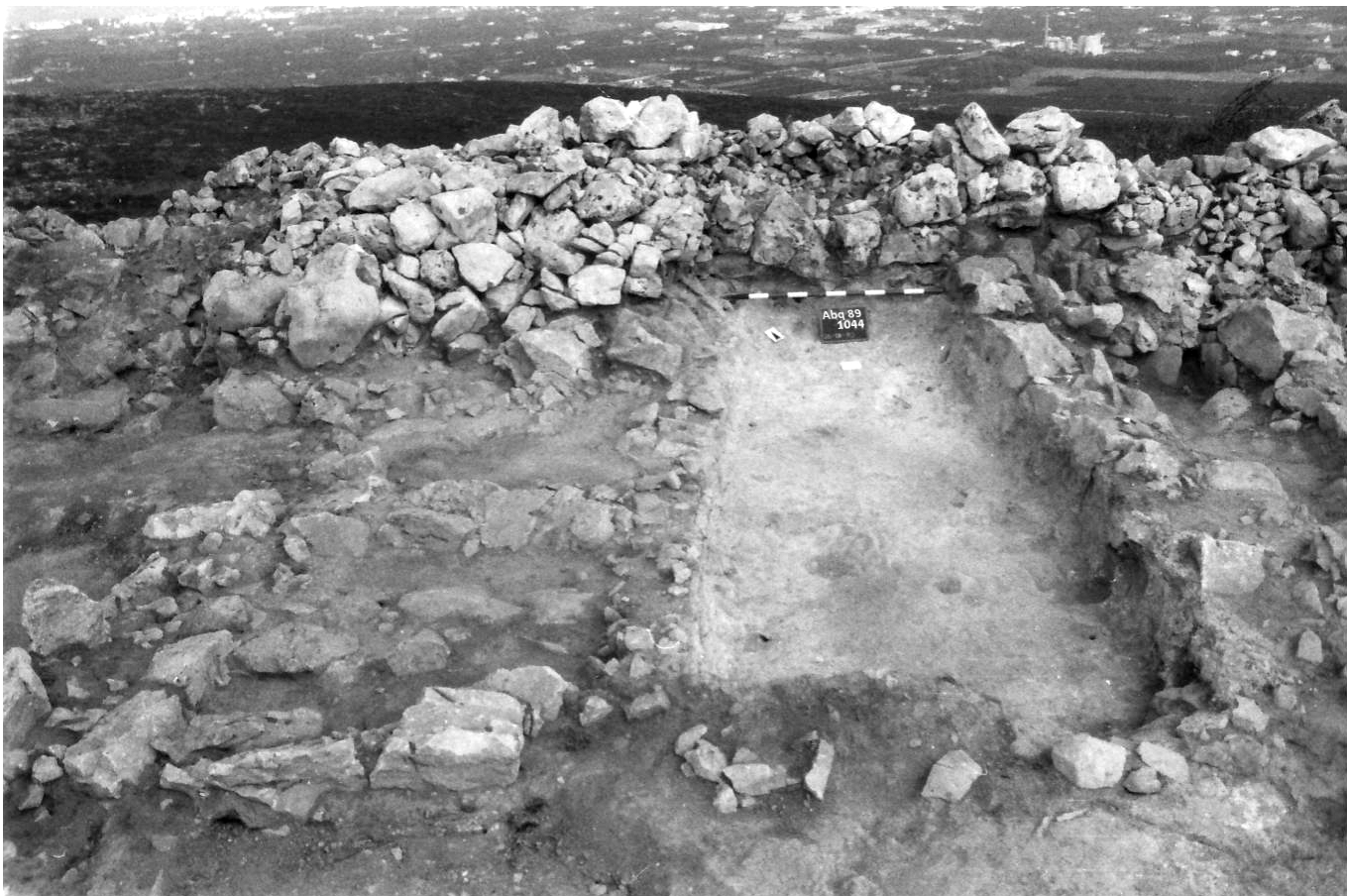
Estructura del departamento 2 de l'Alt de Benimaquia. A la derecha una pila trapezoide, provista de una escotadura destinada a la recogida del contenido. Se encuentra revocada con varias capas muy compactas de enlucido blanquecino. A la izquierda dos pilas de mampostería arrasadas, posiblemente, áreas de prensado

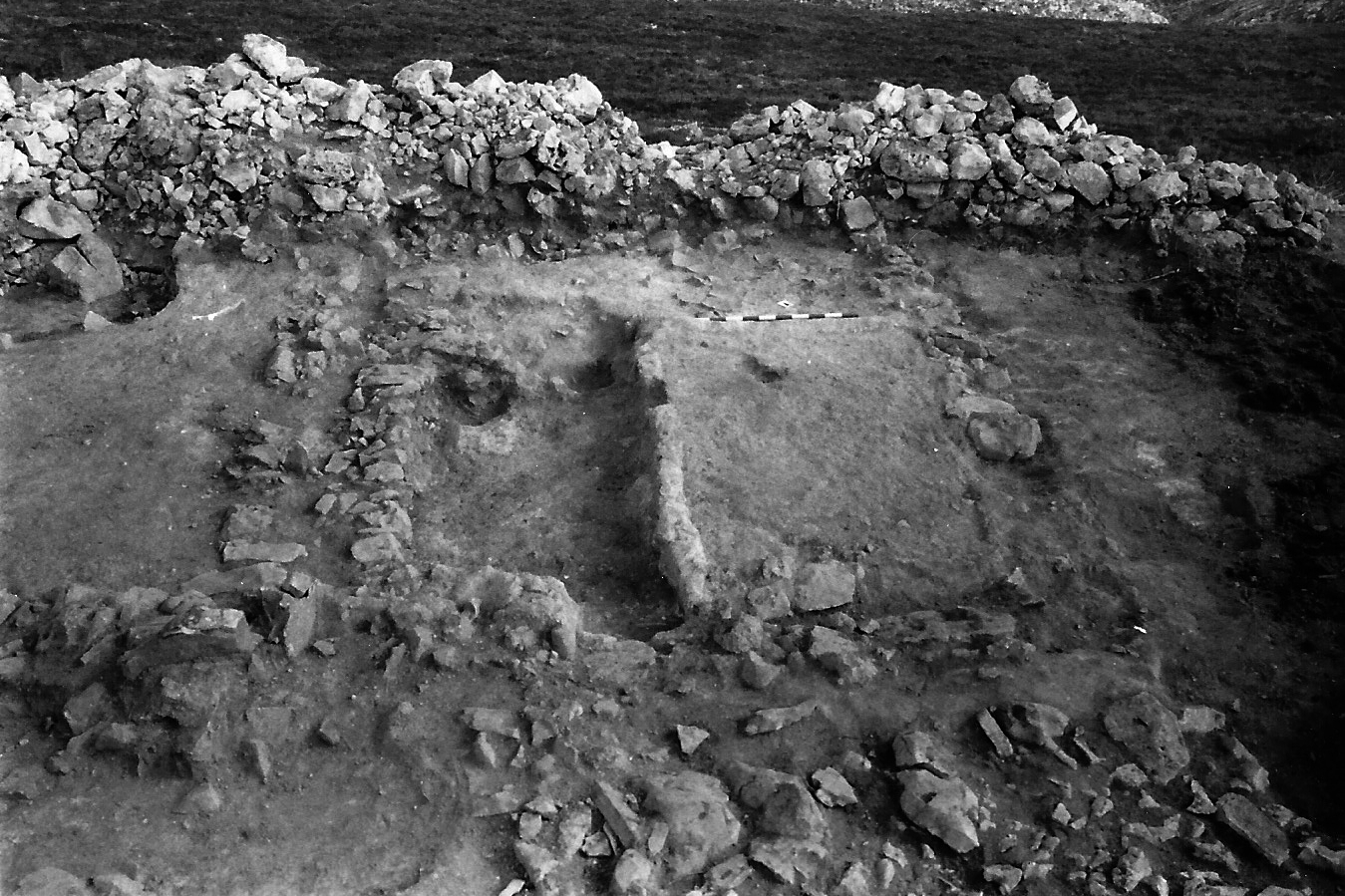
Alt Benimaquia-Departamento 4: balsa y plataforma. Ambas estructuras están formadas por adobes dispuestos verticalmente dentro de un recinto de mampostería.

Una superficie importante del área excavada está ocupada por instalaciones que se han interpretado como lagares, es decir, estructuras destinadas a la producción del vino. En los departamentos 2, 4 y 5 gran parte del espacio se encuentra ocupado por estructuras de adobe y de tierra apisonada consistentes en balsas enlucidas adosadas a pilas o plataformas crangulares. Tal y como se han interpretado estos restos, las pilas o plataformas serían estructuras de prensado de las uvas, cuyo mosto y hollejos se recogería en las balsas adosadas para una primera fermentación de un par de días; a continuación el vino se trasegaría en ánforas donde tendría lugar la segunda y definitiva fermentación. 
La lectura de esta pauta de producción en el registro arqueológico se halla dificultada por el arrasamiento del nivel de los hallazgos y por la no conservación de los elementos perecederos, probablemente de madera, que completaban estas estructuras. Sin embargo, los testimonios más sólido en apoyo a la hipótesis de la producción del vino provienen de la paleocarpología: El sector del departamento 2 frente a la balsa proporcionó un estrato de varios miles de pepitas de uva pertenecientes a la especie vinífera (Vitis vinifera vinífera), junto con restos de ánforas fenicias y sus imitaciones ibéricas. Las simple presencia de pepitas de uva no prueba necesariamente la producción de vino, ya que las uvas pudieron consumirse en fresco o como pasas, o también estar allí como residuos del fondo de las ánforas, el dato importante aquí consiste en el amontonamiento masivo de miles de unidades: Los montones de pepitas de uva solo se pudieron producir en el suelo de la bodega al filtrar el contenido de las balsas durante el trasiego del vino.
Finalmente queda por aclarar el motivo de la presencia de tantas ánforas importadas en un centro de producción de vino. La colección de ánforas de l'Alt de Benimaquia permite distinguir ánforas ibéricas imitando el prototipo fenicio, sin embargo, constituyen un conjunto heterogéneo de producciones diversas que no permiten determinar la presencia en Benimaquia de un prototipo de ánfora local. Las ánforas fenicias, en cambio constituyen una categoría muy homogénea cronológica y tipológicamente. Podemos sospechar que todo este material se reutilizaba con la producción local de vino, en especial las ánforas fenicias mejor adaptadas que las ibéricas para la conservación y el transporte de vinos.

## Galería

### Departamento 5

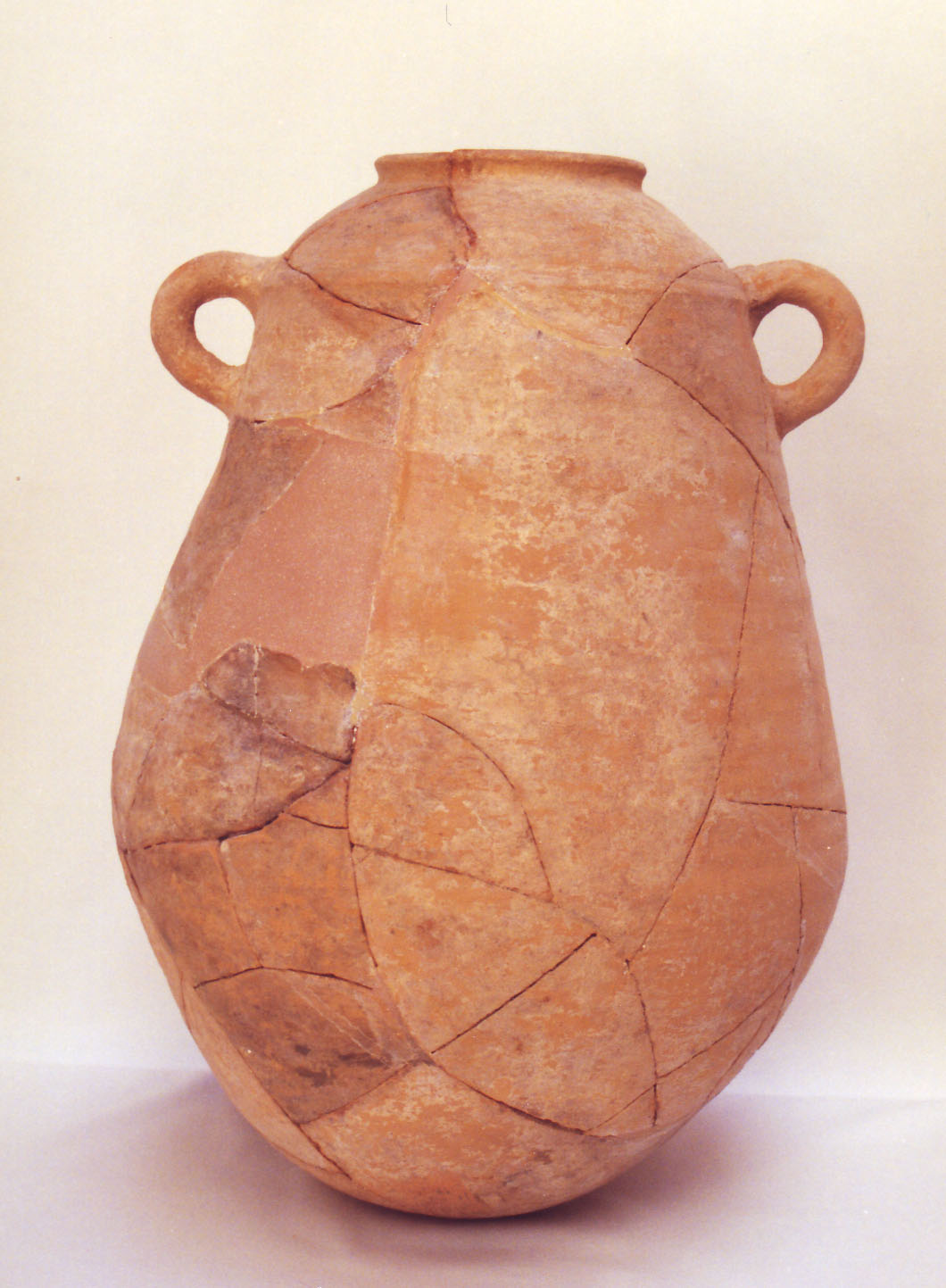
Imitación ibérica de ánfora fenicia R.1 (1)
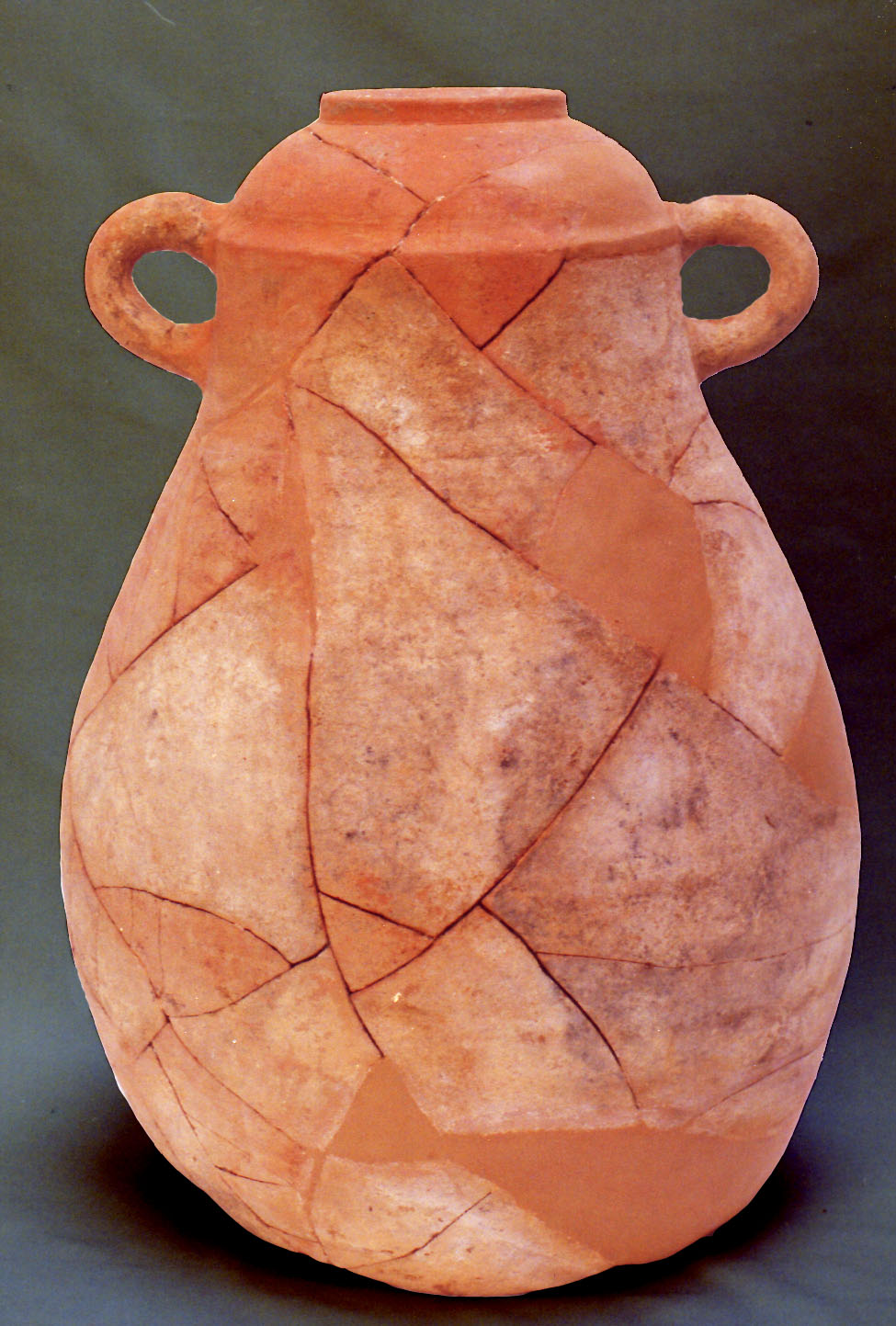
Ánfora fenicia R.1 (2)

### Departamento 6

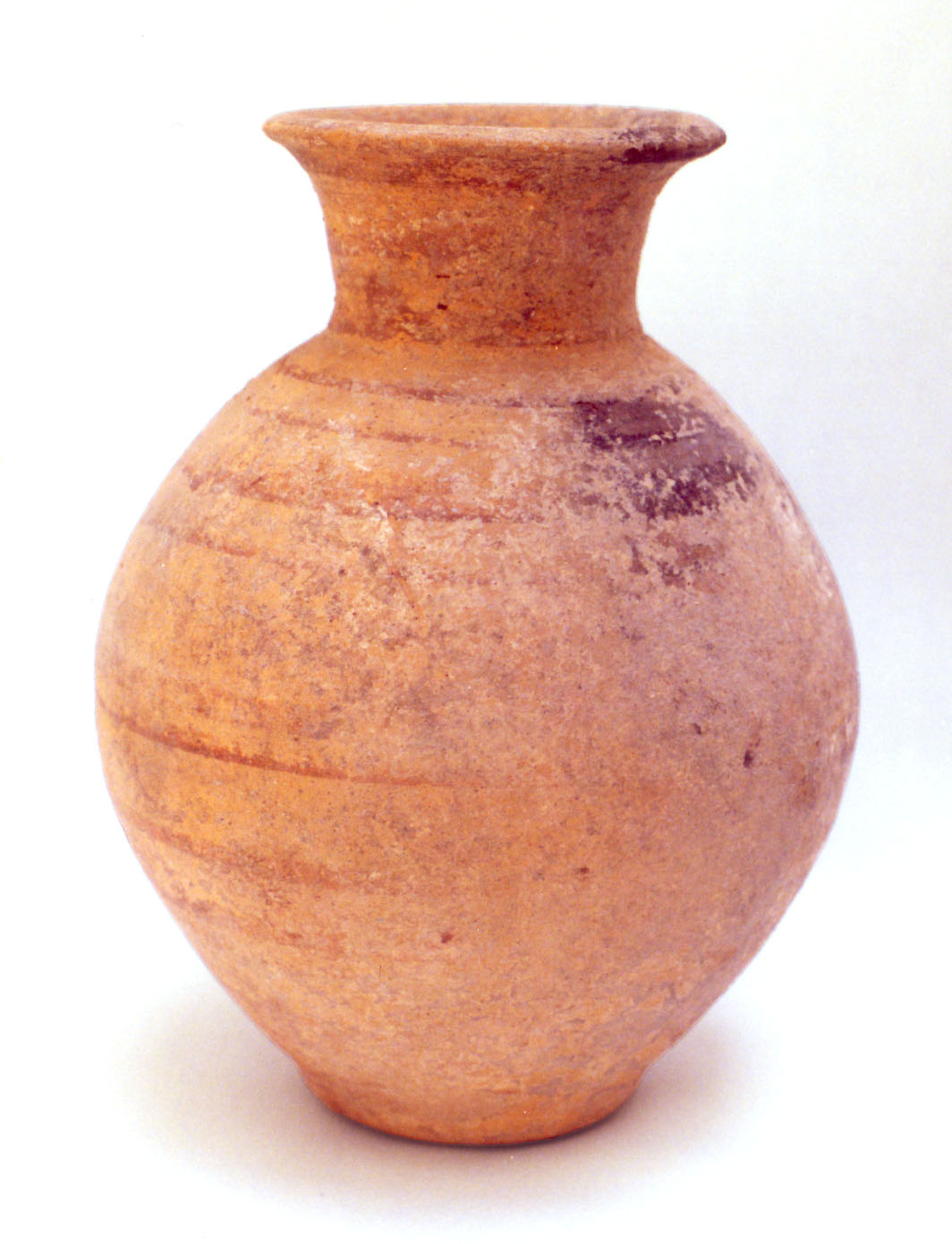
Departamento 6: Botella (3)
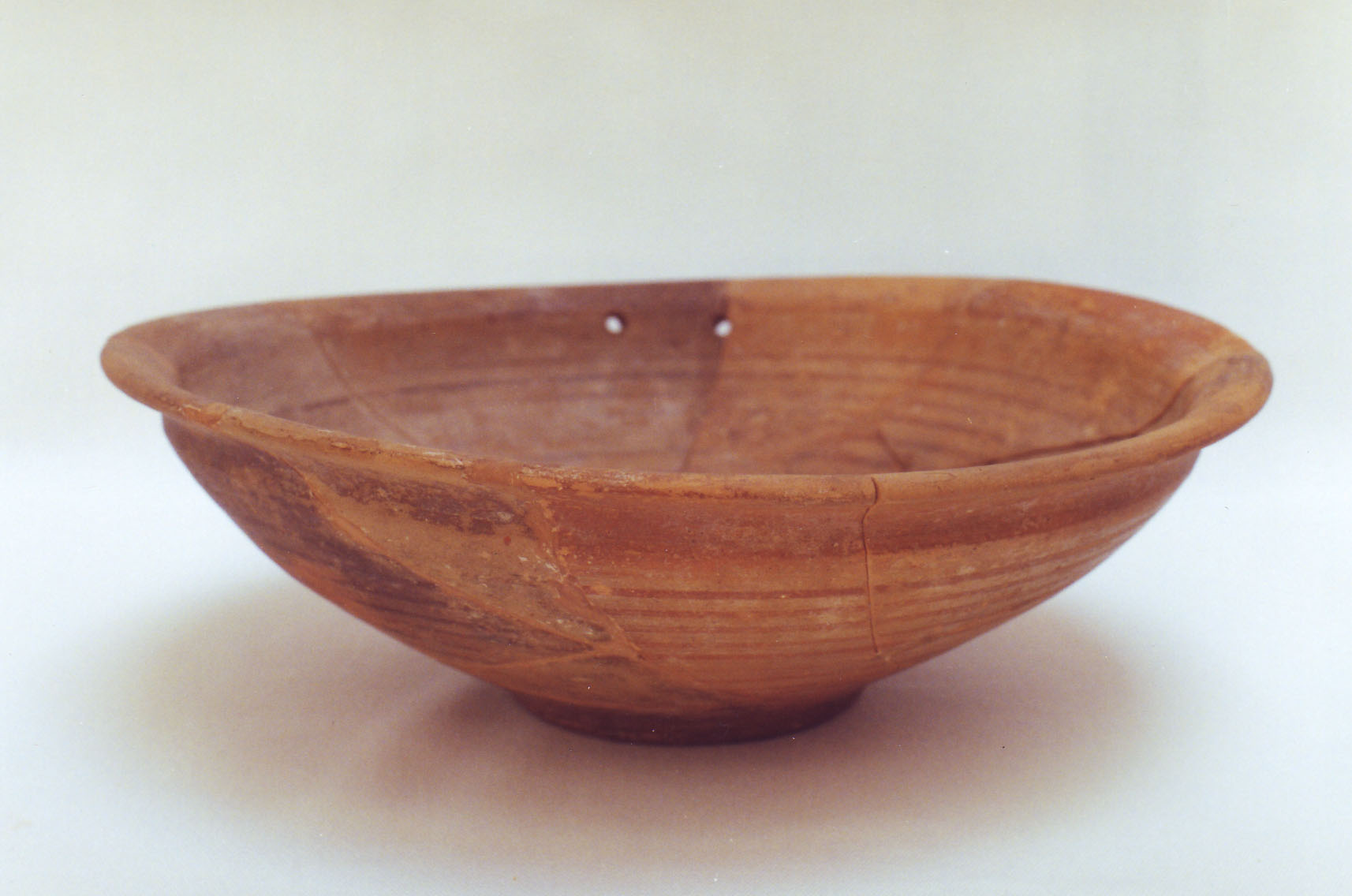
Departamento 6: Plato pintado a torno (4)
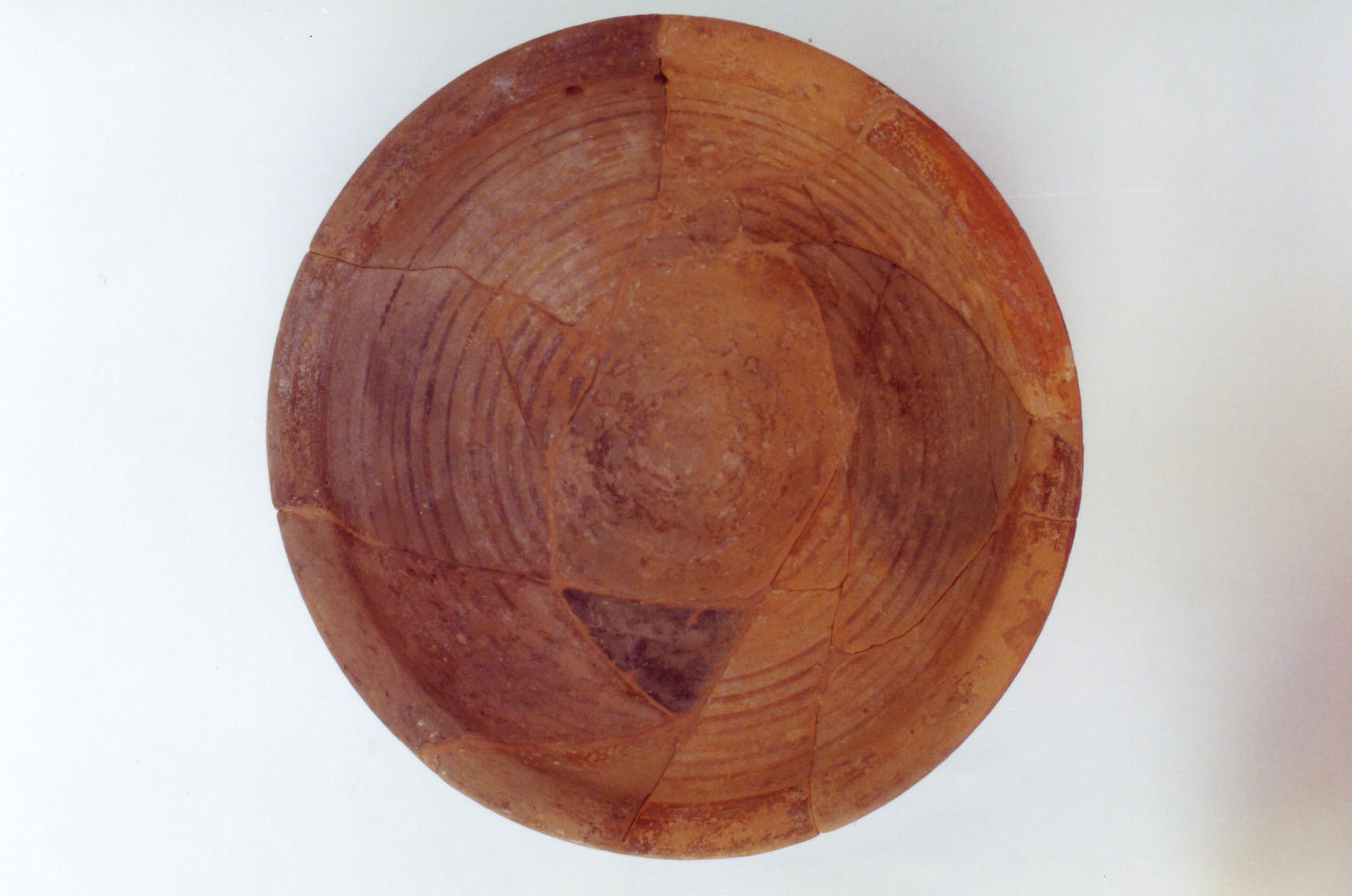
Departamento 6: Plato pintado a torno (5)
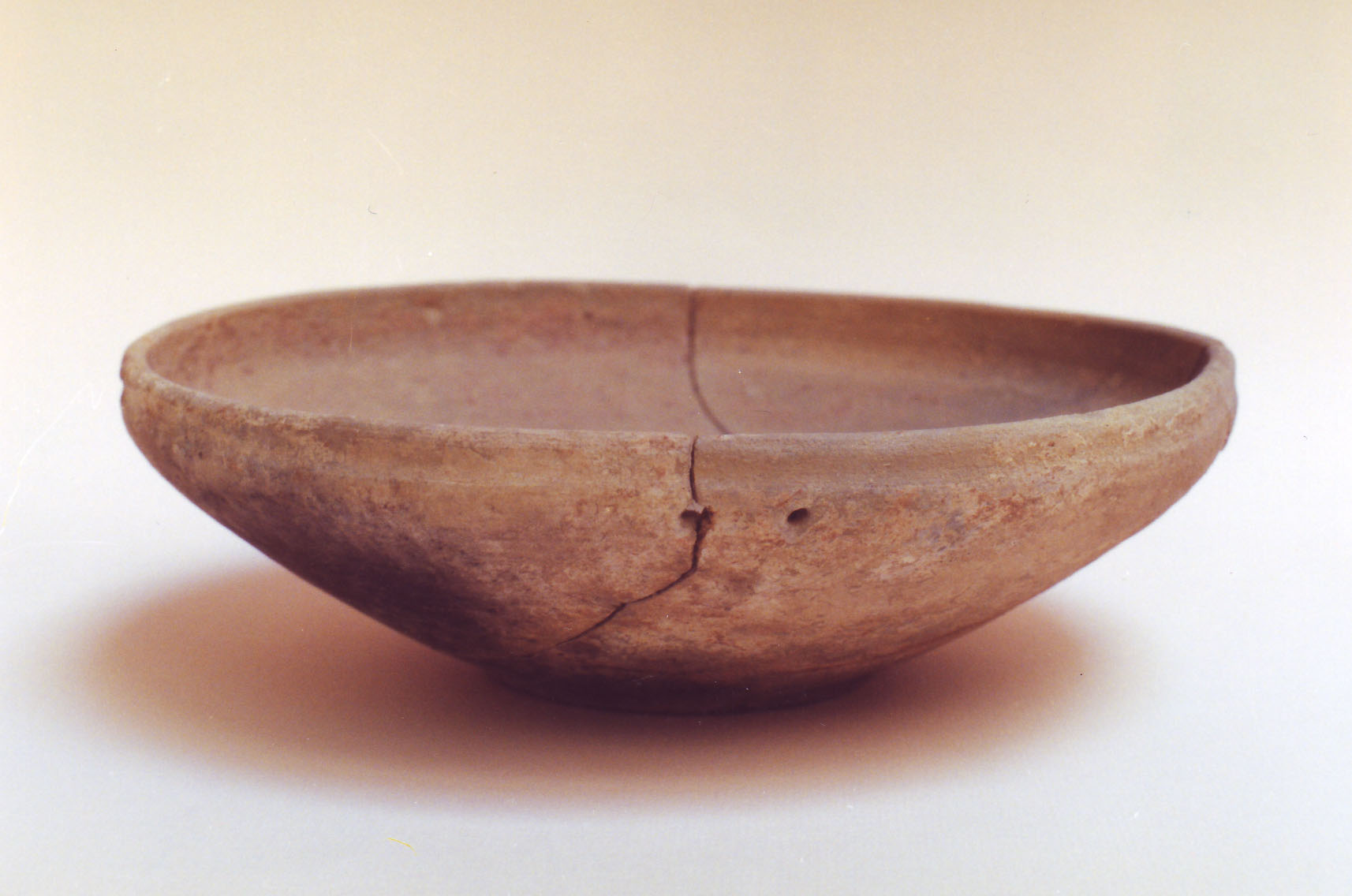
Departamento 6: Plato gris a torno (6)
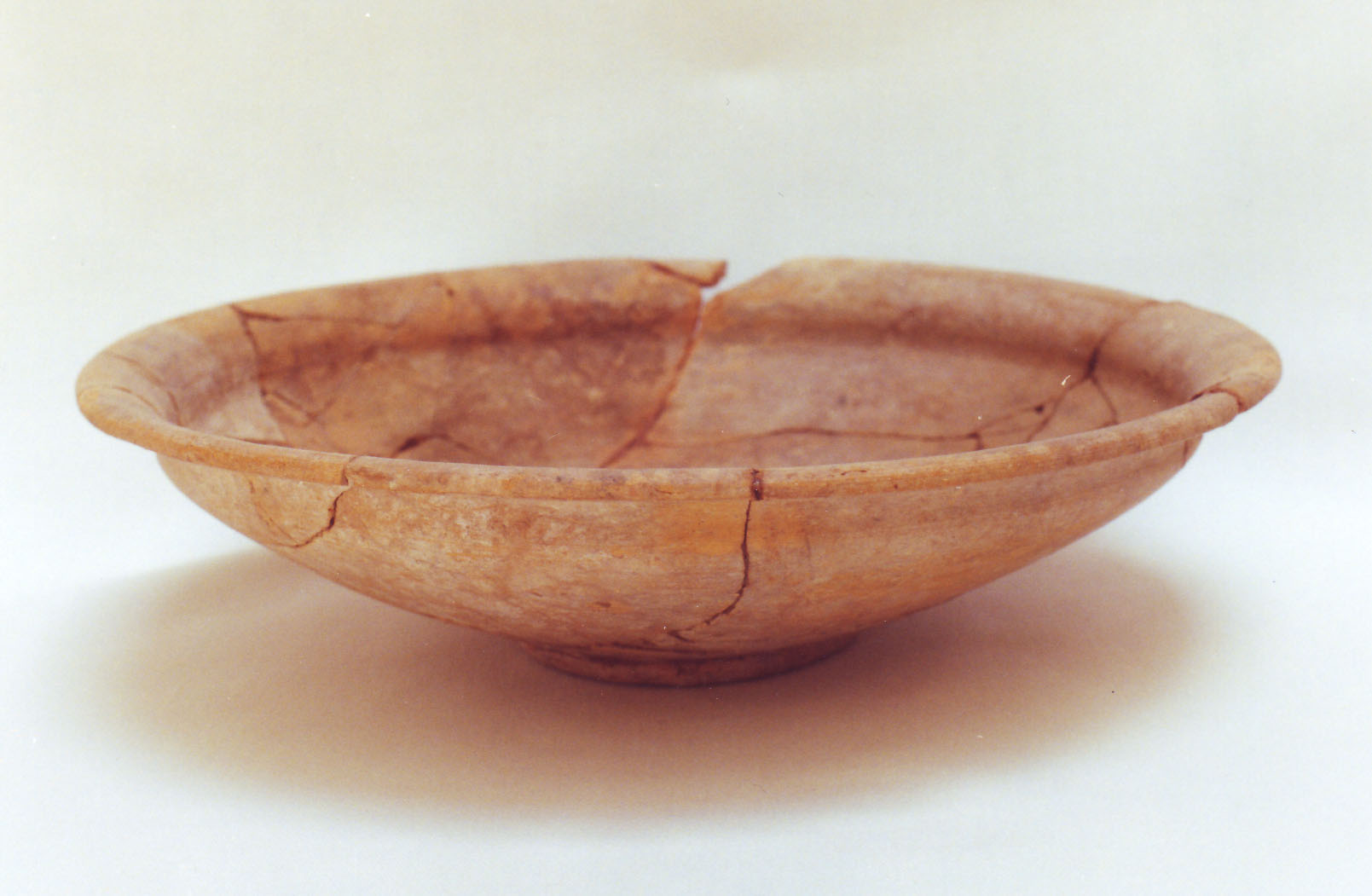
Departamento 6: Plato de ala a torno (7)
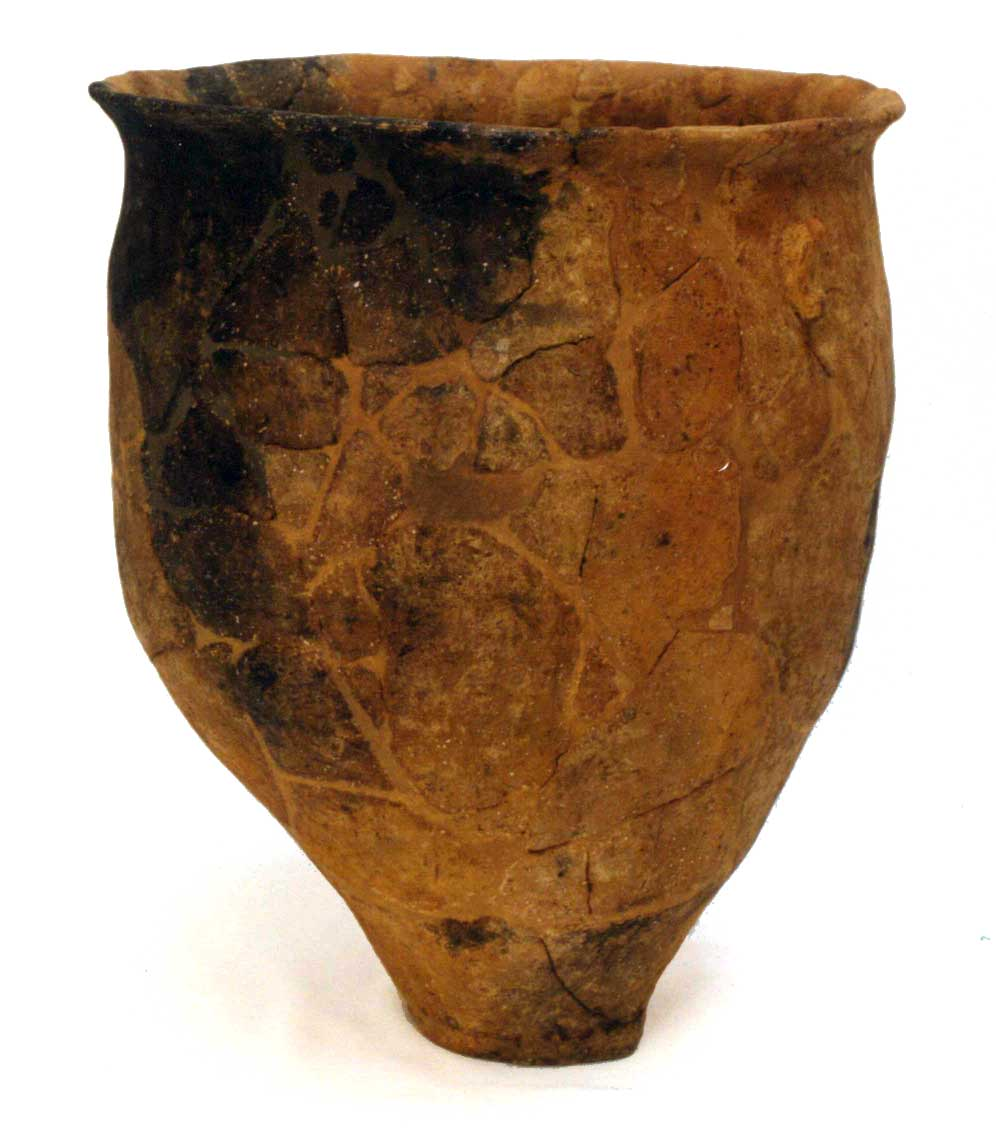
Departamento 6: Gran orza a mano (8)
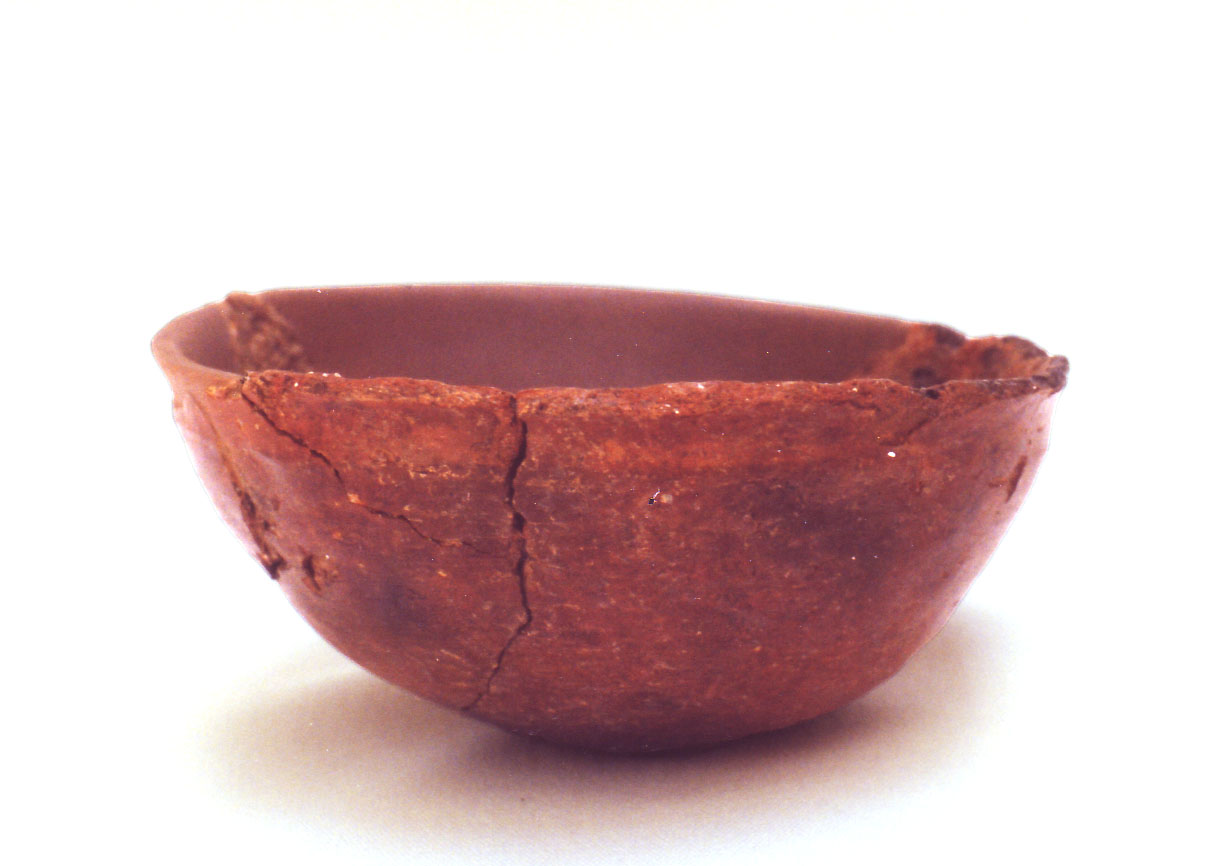
Departamento 6: cerámica a mano: cuenco carenado, bruñido (9)
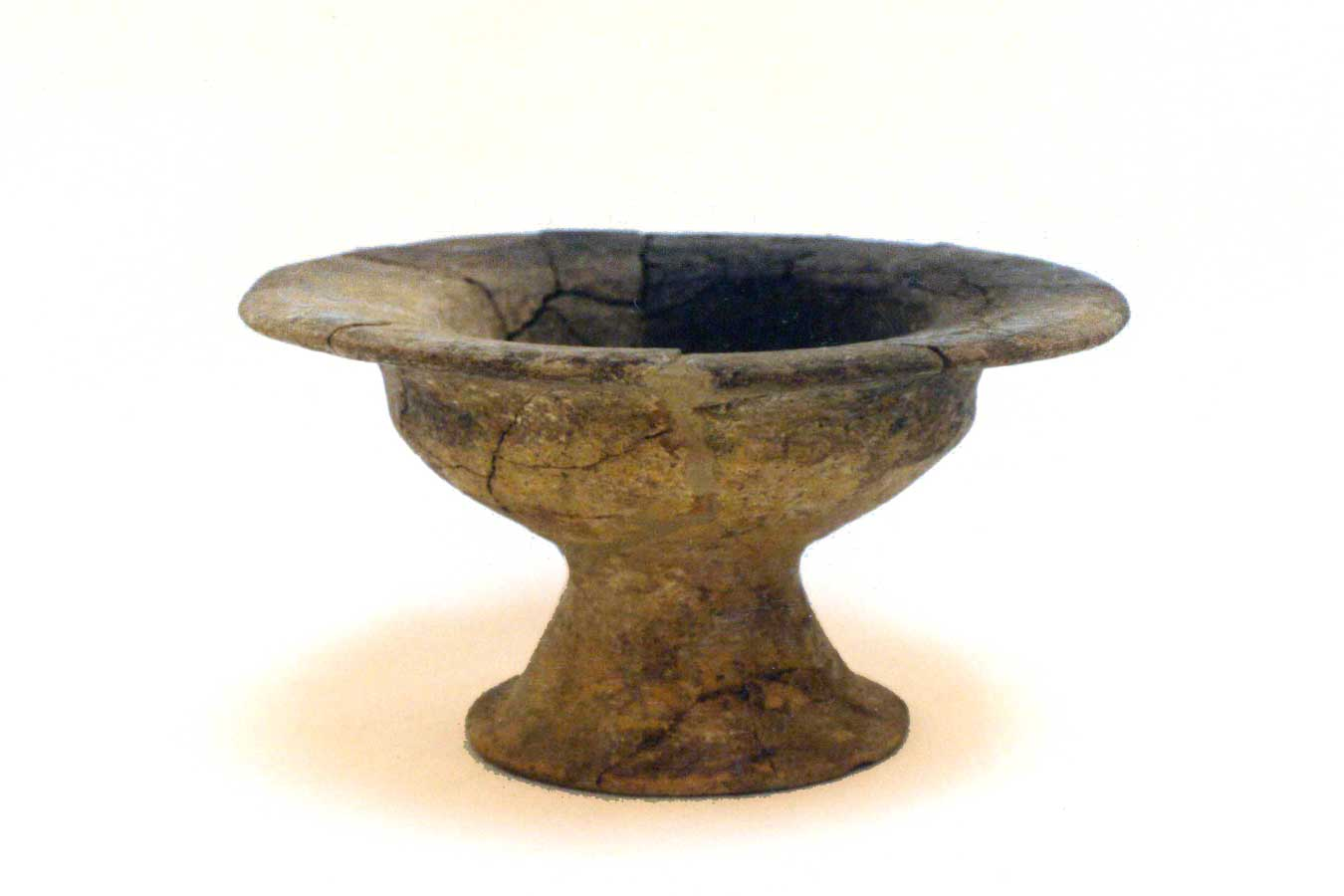
Departamento 6: Cerámica a torno: pebetero de pie alto (10)
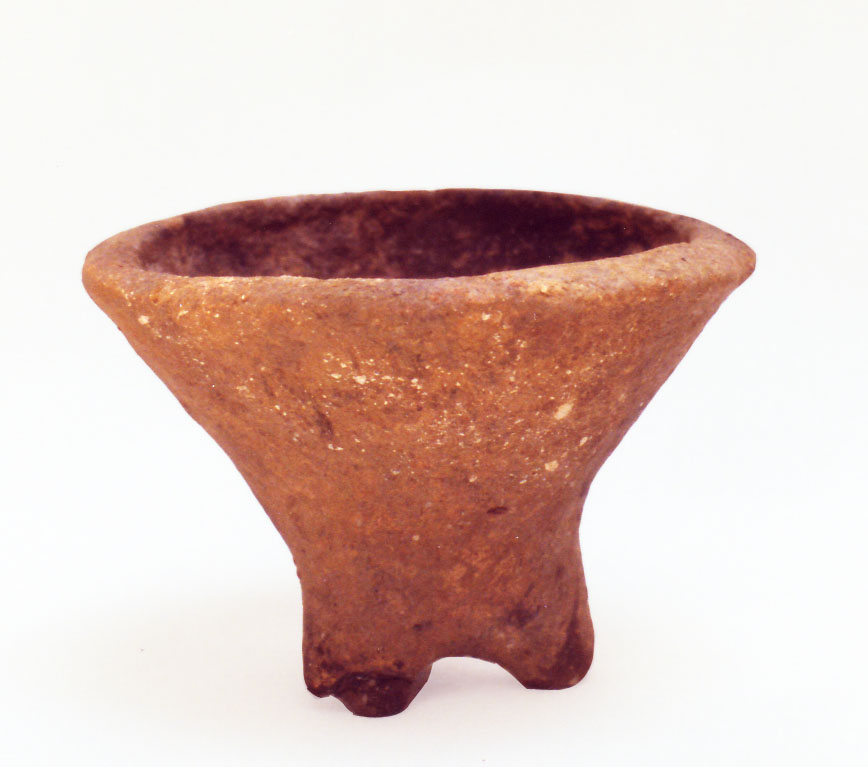
Cerámica a torno: posible pebetero trípode (11)
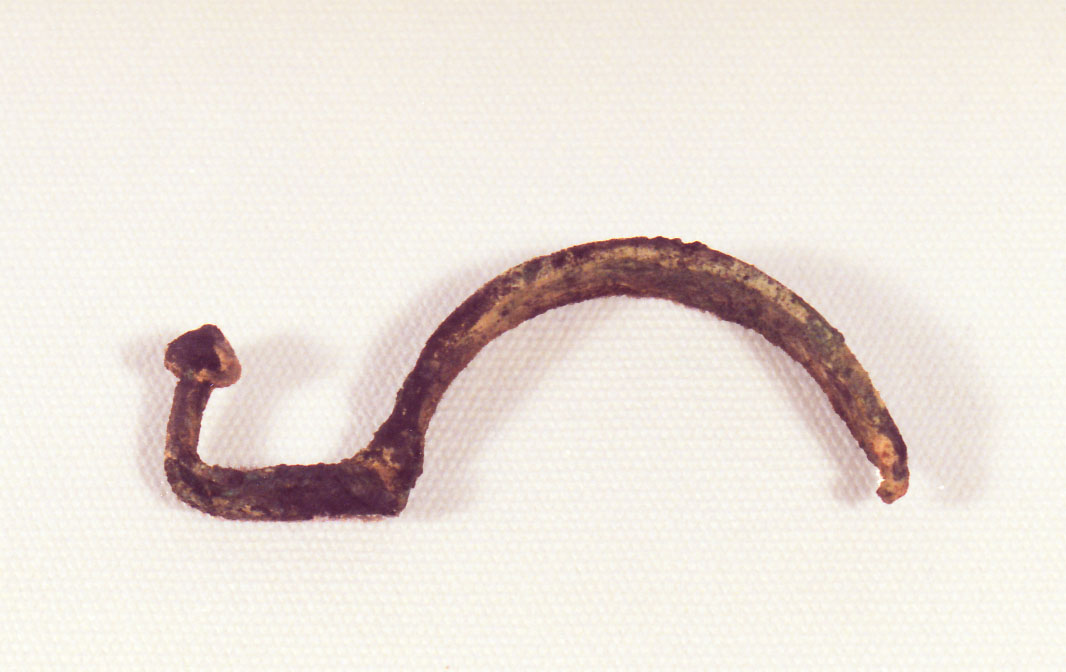
Fíbula de resorte bilateral (12)
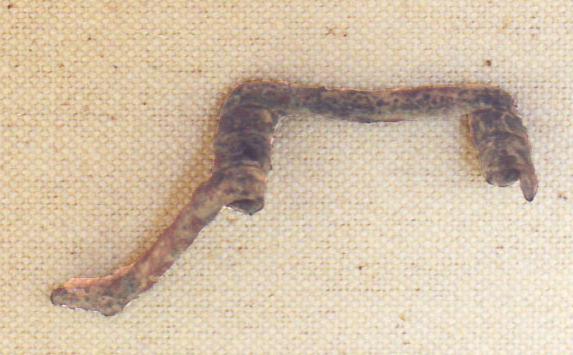
Fíbula de doble resorte y puente plano (13)

### Departamento 8

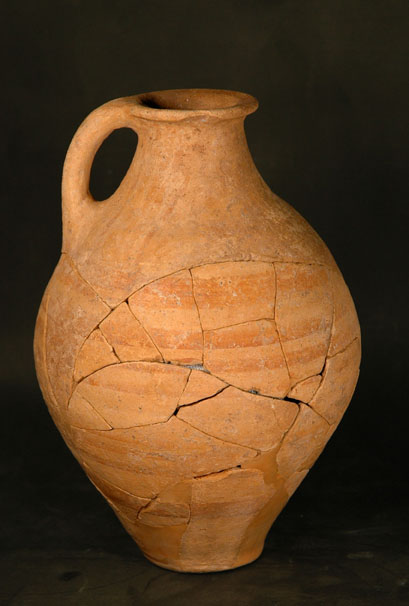
Departamento 8: Jarra a torno pintada (14)
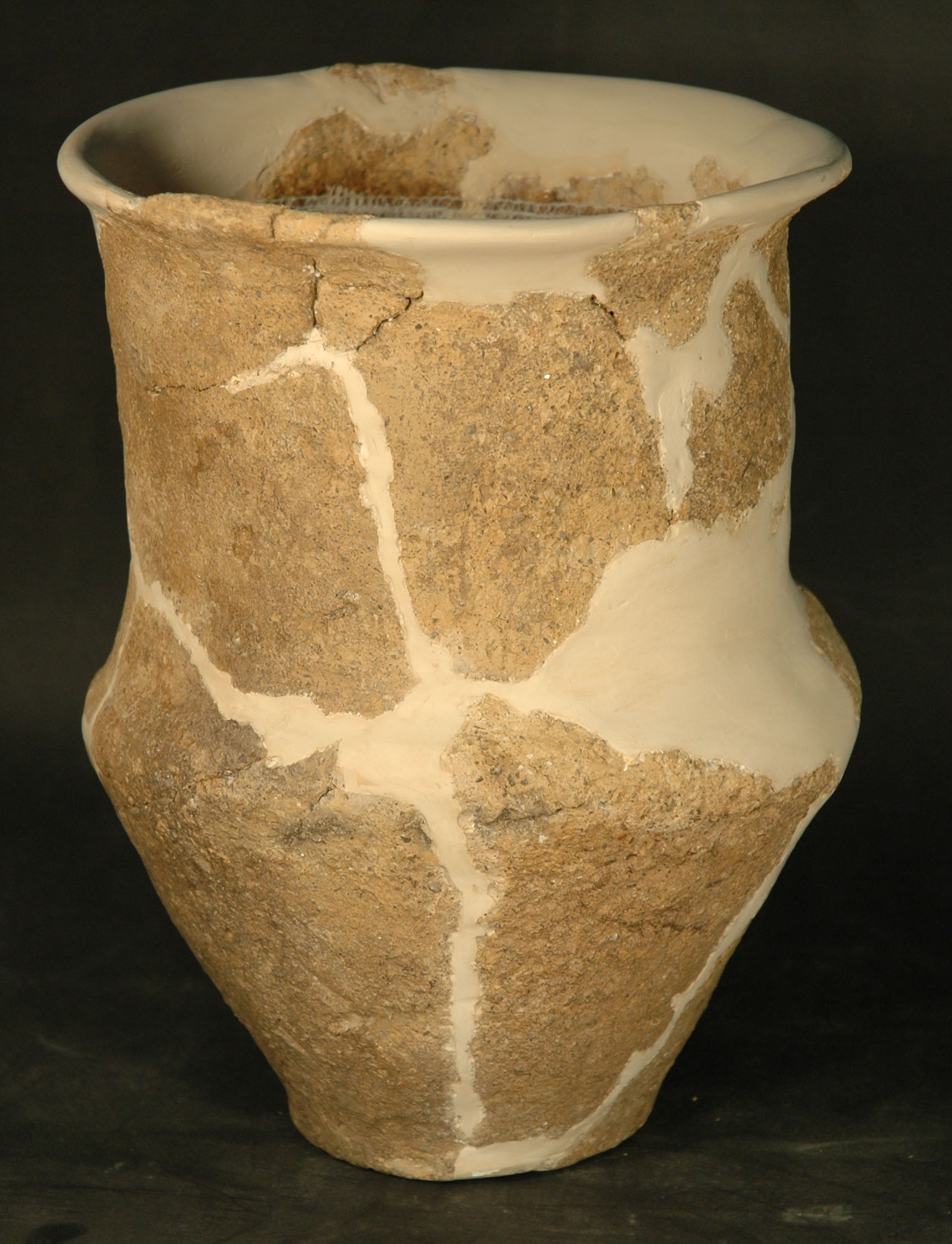
Departamento 8: Cerámica a mano: vaso chardón (15)
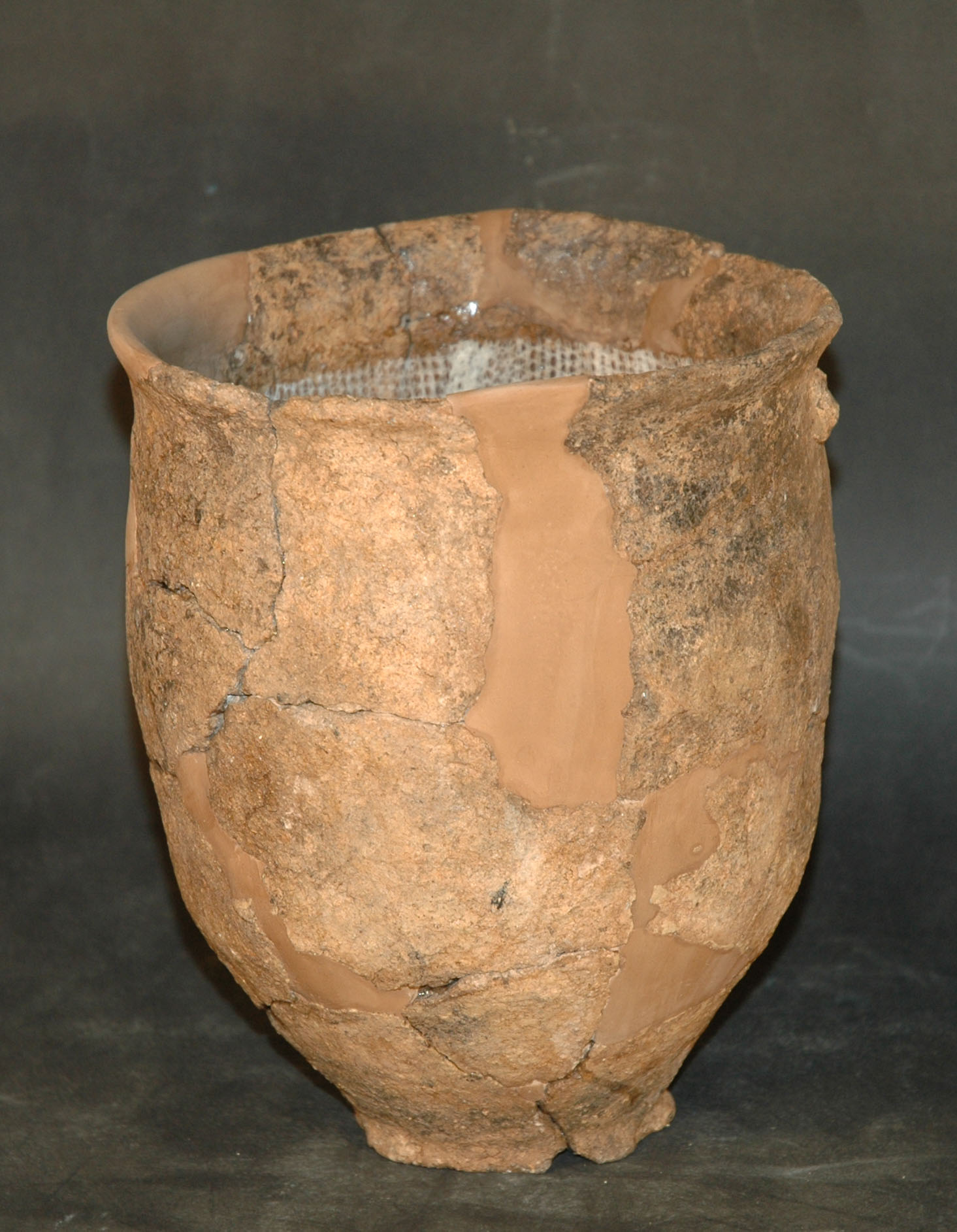
Departamento 8: Olla a mano de perfil en s (16)
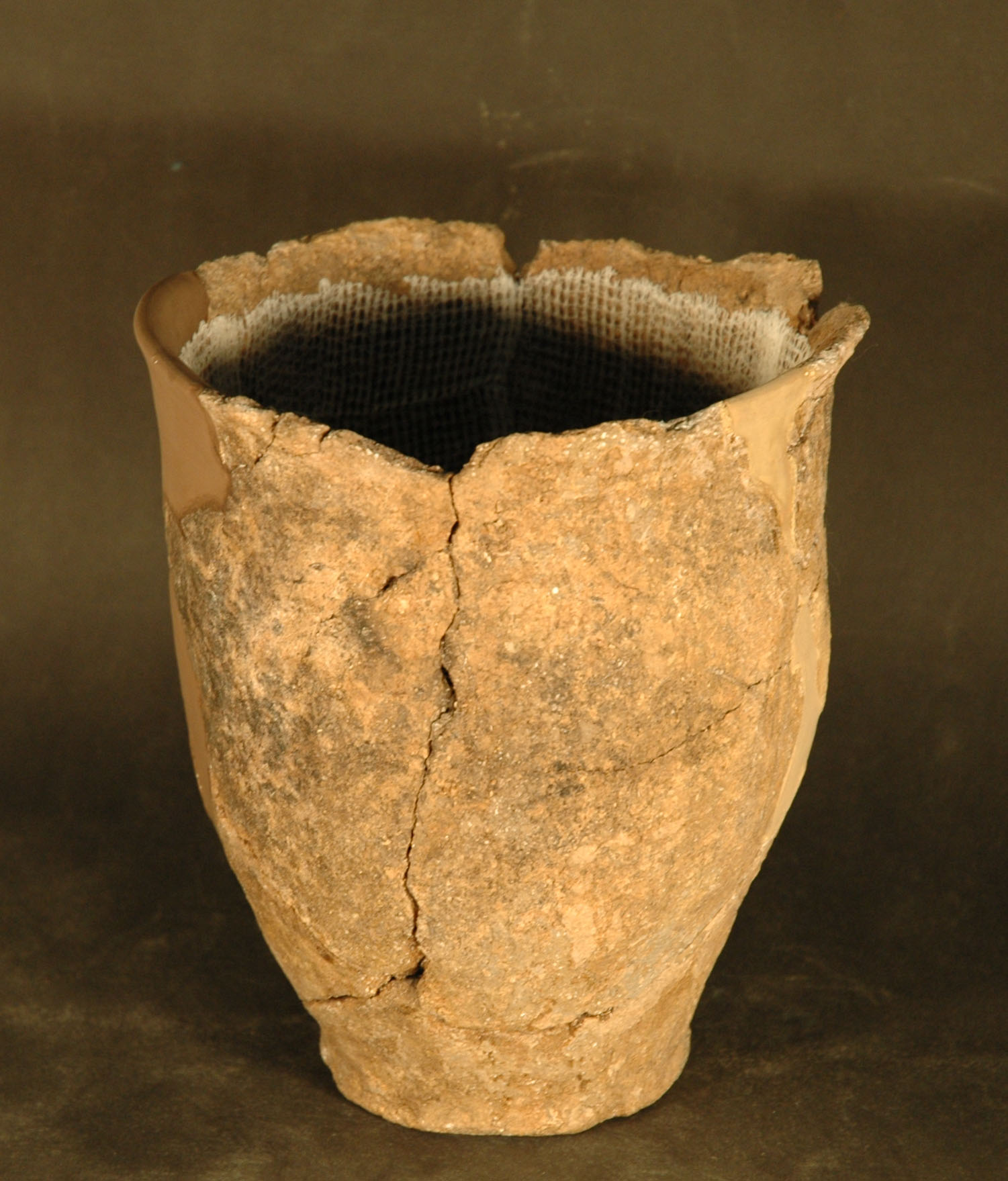
Departamento 8: Olla a mano de perfil en s (17)
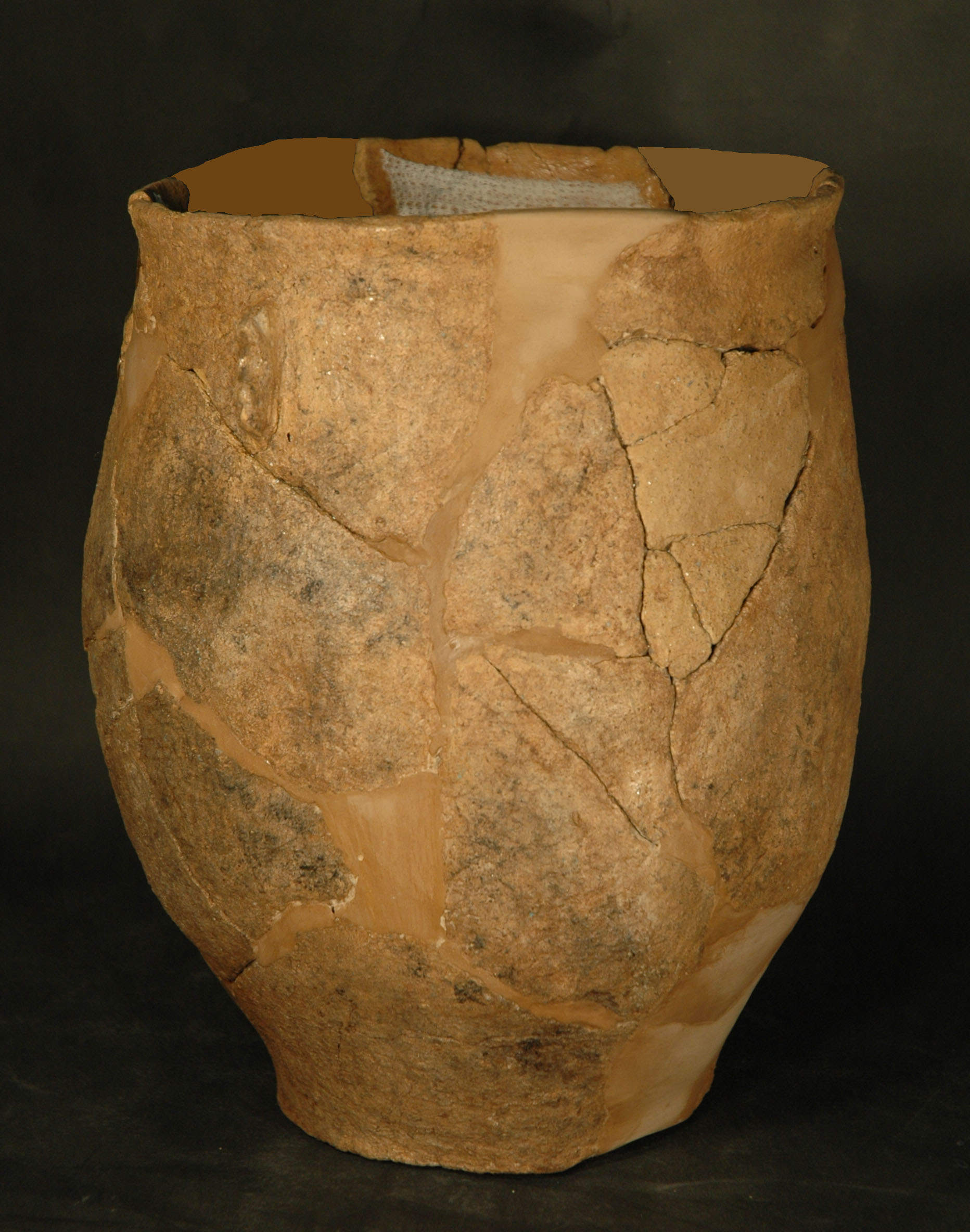
Departamento 8: Olla a mano de base de talón con resalte interior (18)
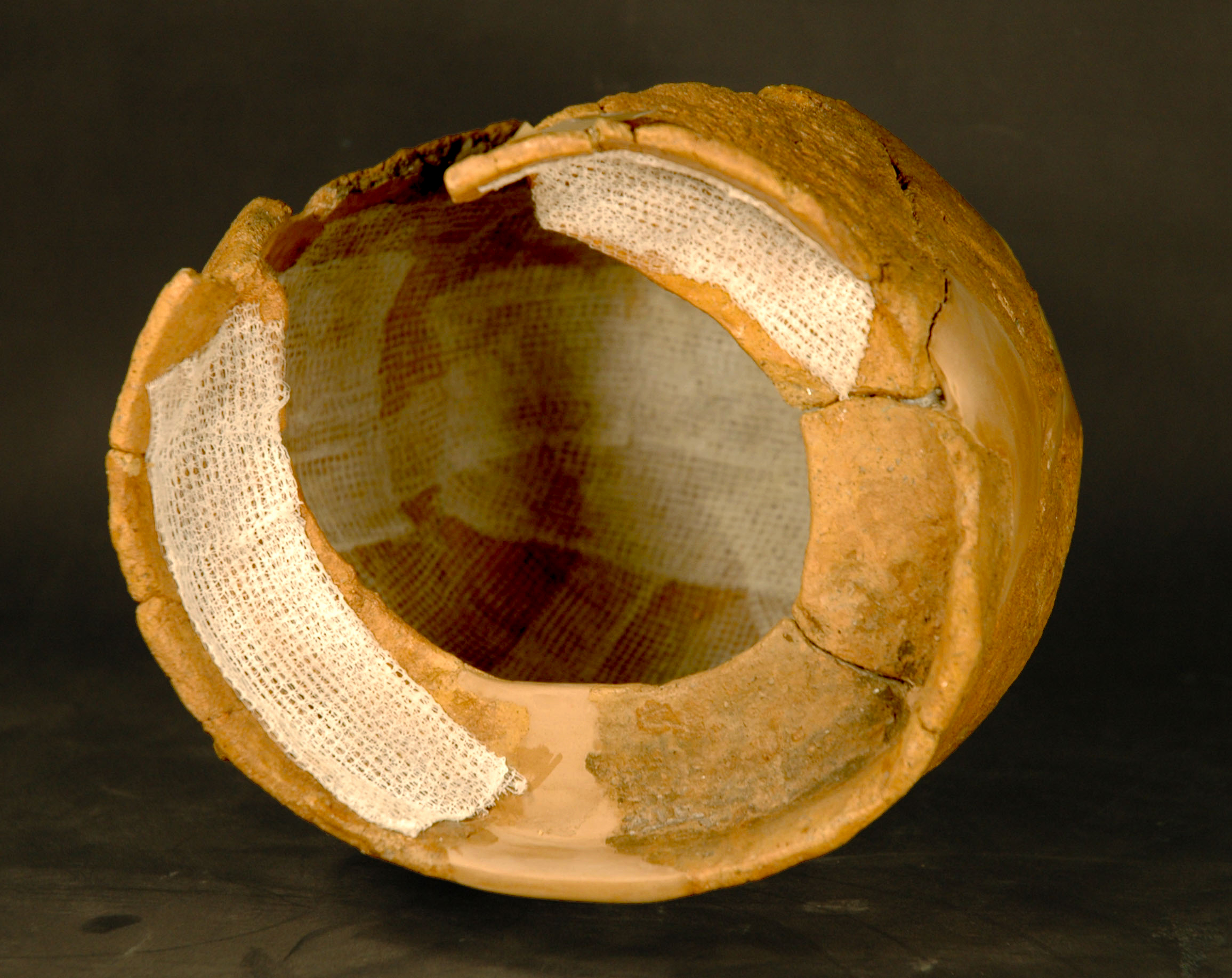
Departamento 8: Detalle del resalte interior (18b)
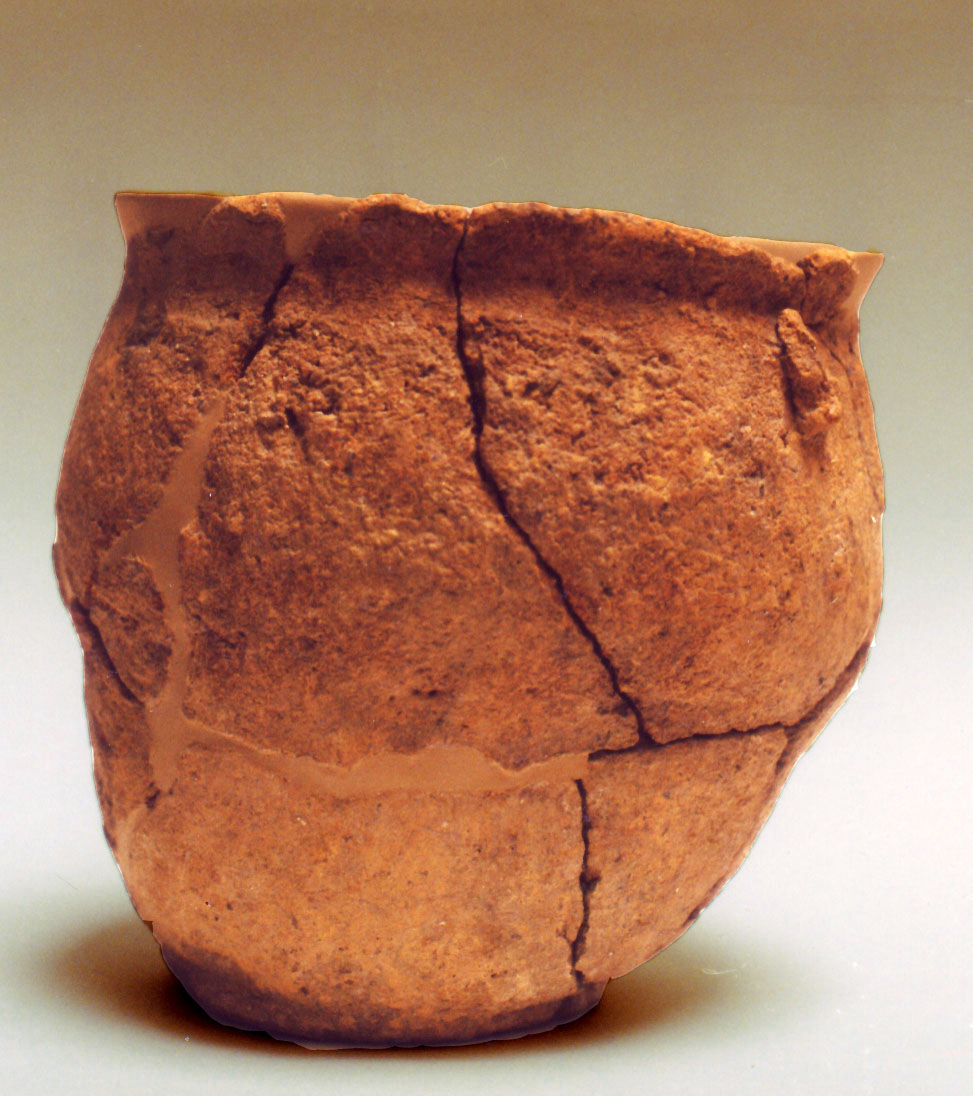
Cerámica a mano: olla de perfil en s; borde saliente y base de talón (19)
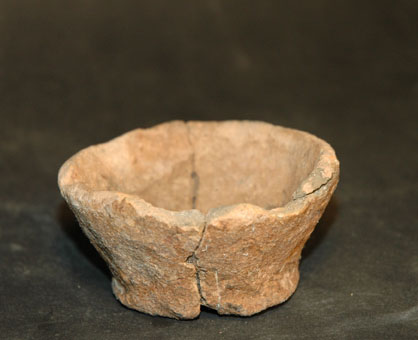
Departamento 8: Cerámica a mano: cuenco (posiblemente, olla recortada) (20)
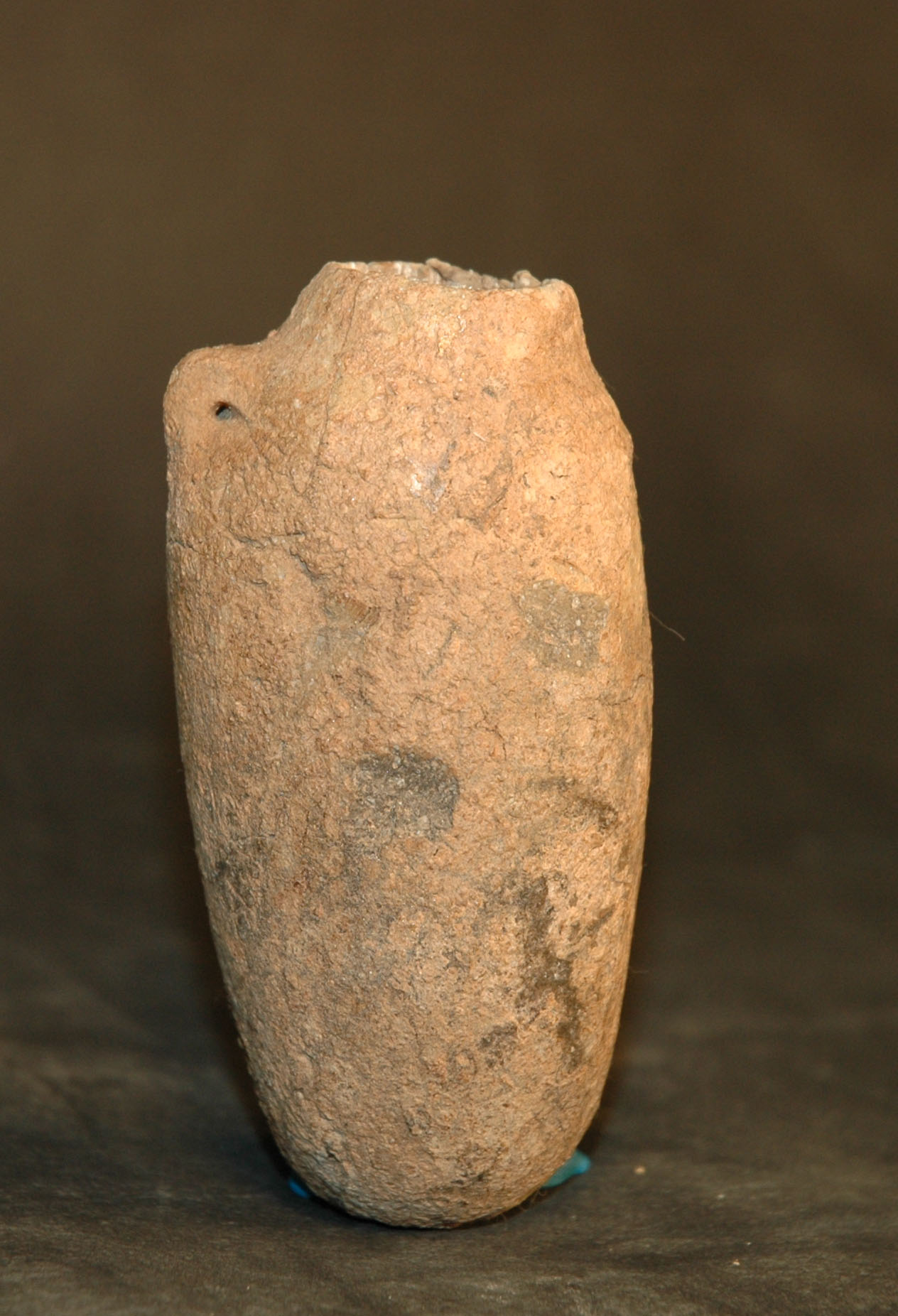
Departamento 8: Anforiskos (importación fenicia) (21)
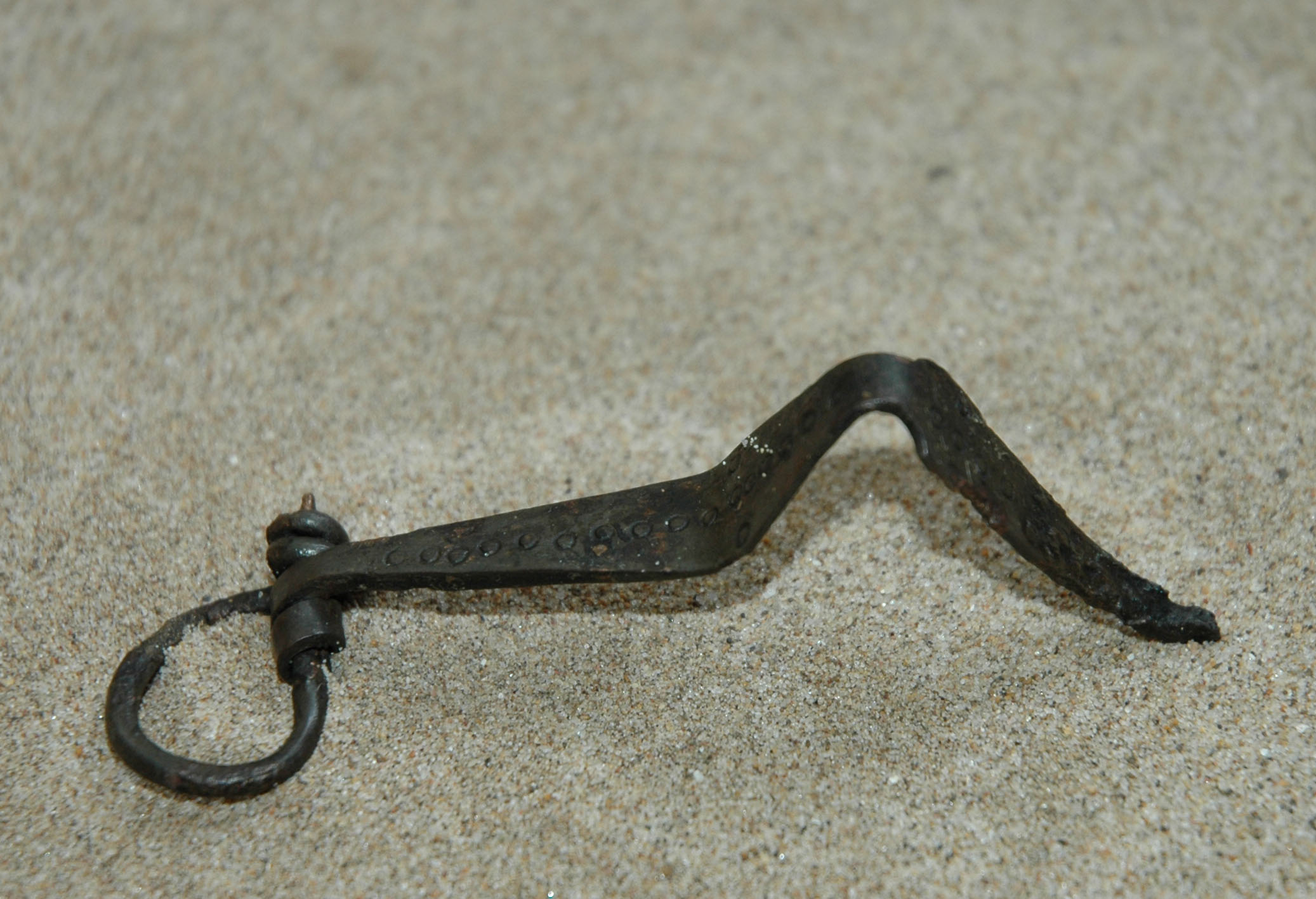
Departamento 8: Fíbula tipo Los Alcores (22)
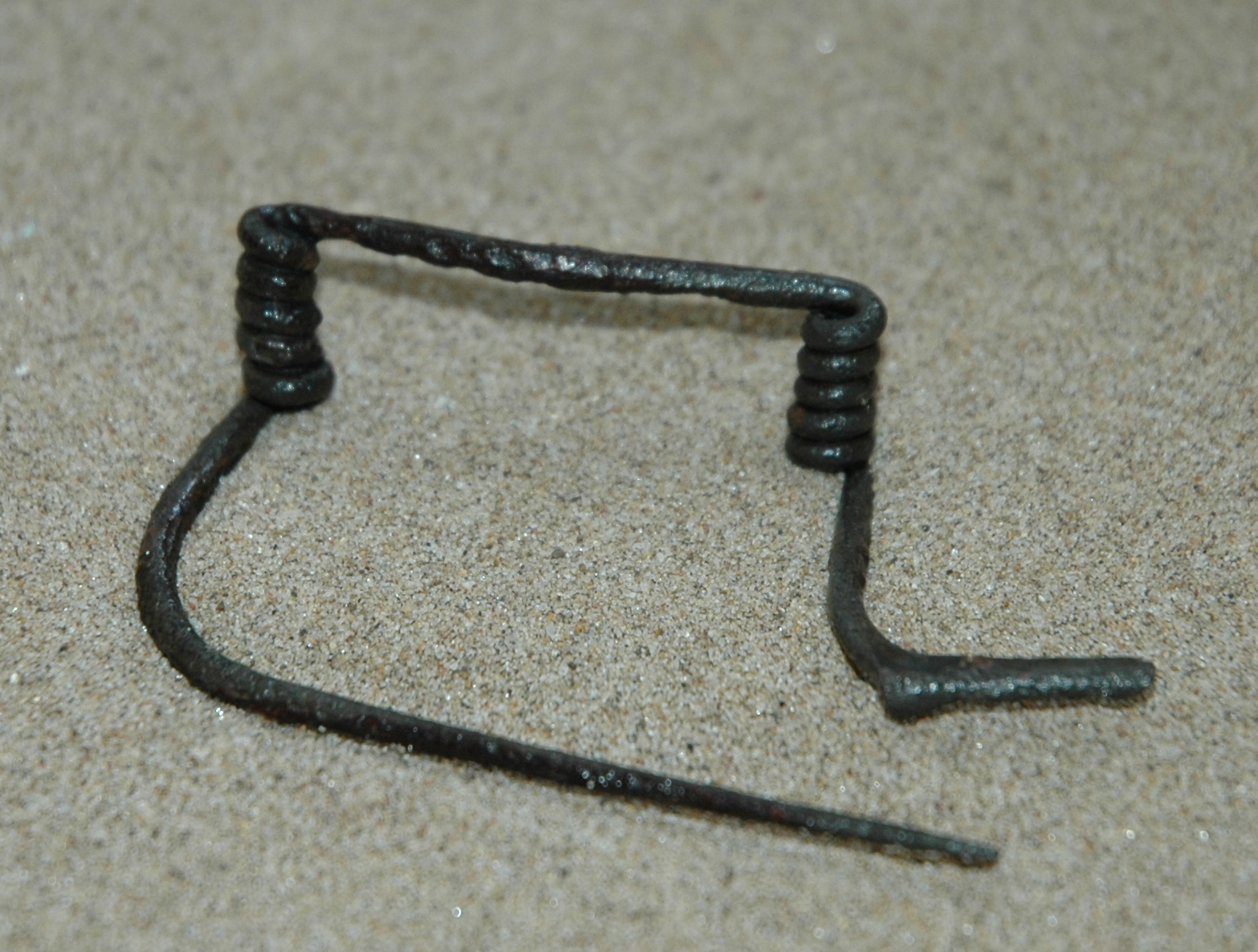
Departamento 8: Fíbula de doble resorte (23)

### Otros hallazgos

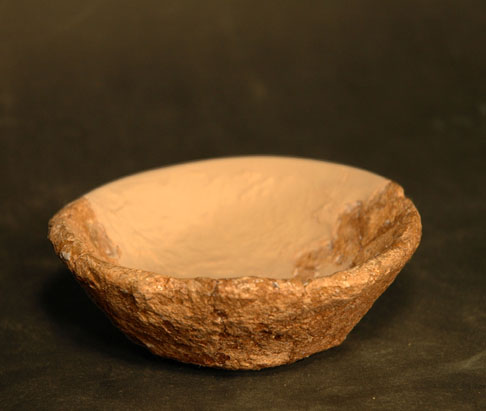
Cerámica a mano: platito (24)
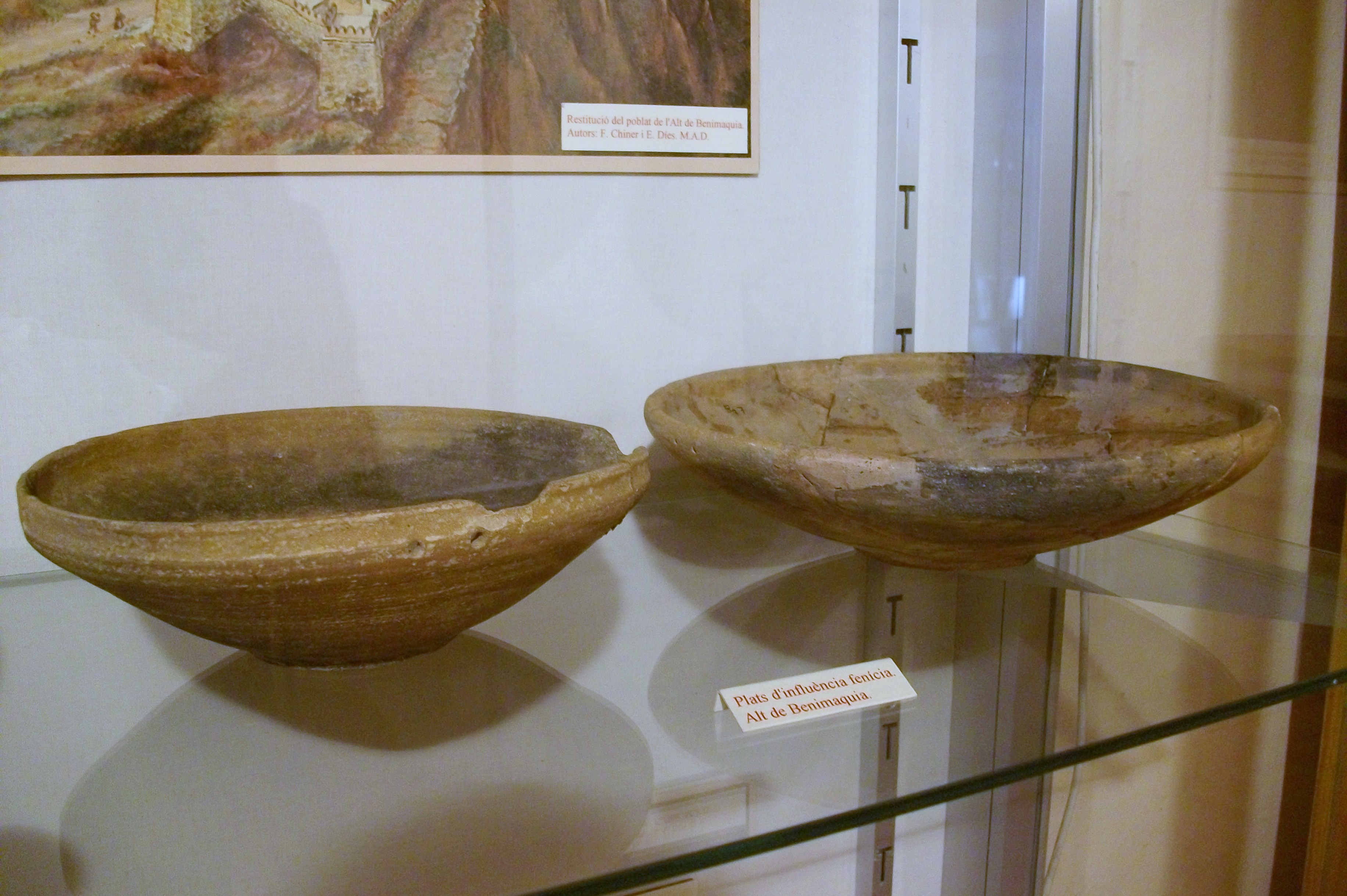
Cerámica a torno: platos - Museu etnològic i arqueològic de Gata de Gorgos